# Liste des planètes mineures non numérotées découvertes en avril 2016
Pour un article plus général, voir Liste des planètes mineures non numérotées découvertes en 2016.
Pour un article plus général, voir Liste des planètes mineures.
Cet article dresse la liste des planètes mineures (astéroïdes, centaures, objets transneptuniens et assimilés) non numérotées découvertes en avril 2016 dans l'ordre de leur découverte.
Au 15 janvier 2025, 661 077 des 1 434 993 planètes mineures répertoriées par le Centre des planètes mineures ne sont pas encore numérotées, soit 46,07 %.

## Rappel concernant la désignation provisoire
La désignation provisoire indique l'ordre de découverte de ces objets. En effet, cette désignation est composée de l'année de découverte (par exemple 2016) suivie de la quinzaine (demi-mois) de découverte (p.e. A = 1-15 janvier) puis de l'ordre de découverte dans cette quinzaine. Cet ordre est indiqué par une lettre et éventuellement un chiffre comme suit : A pour la première découverte, B pour la deuxième, ..., Z pour la 25e (le I n'est pas utilisé pour éviter la confusion avec 1), A1 pour la 26e, B1 pour la 27e, etc. , Z1 pour la 50e, A2 pour la 51e, B2 pour la 52e, etc. L'ordre de la numérotation ne suit donc pas l'ordre alphanumérique. 2016 AA1 suit ainsi 2016 AZ et précède 2016 AB1.

## Liste

### Du1erau 15 avril 2016
- 2016 GA
- 2016 GC
- 2016 GD
- 2016 GE
- 2016 GF
- 2016 GH
- 2016 GJ
- 2016 GK
- 2016 GL
- 2016 GM
- 2016 GR
- 2016 GS
- 2016 GT
- 2016 GU
- 2016 GV
- 2016 GW
- 2016 GX
- 2016 GY
- 2016 GZ
- 2016 GA1
- 2016 GB1
- 2016 GC1
- 2016 GD1
- 2016 GE1
- 2016 GF1
- 2016 GG1
- 2016 GH1
- 2016 GV1
- 2016 GW1
- 2016 GY1
- 2016 GA2
- 2016 GB2
- 2016 GC2
- 2016 GD2
- 2016 GE2
- 2016 GF2
- 2016 GG2
- 2016 GH2
- 2016 GJ2
- 2016 GK2
- 2016 GL2
- 2016 GM2
- 2016 GN2
- 2016 GP2
- 2016 GQ2
- 2016 GR2
- 2016 GS2
- 2016 GT2
- 2016 GU2
- 2016 GV2
- 2016 GW2
- 2016 GX2
- 2016 GY2
- 2016 GZ2
- 2016 GA3
- 2016 GB3
- 2016 GC3
- 2016 GE3
- 2016 GF3
- 2016 GH3
- 2016 GJ3
- 2016 GK3
- 2016 GL3
- 2016 GS3
- 2016 GV3
- 2016 GF4
- 2016 GG4
- 2016 GM4
- 2016 GN4
- 2016 GO4
- 2016 GT4
- 2016 GU4
- 2016 GV4
- 2016 GX4
- 2016 GZ4
- 2016 GH5
- 2016 GJ5
- 2016 GK5
- 2016 GM5
- 2016 GR5
- 2016 GY5
- 2016 GB6
- 2016 GF6
- 2016 GH6
- 2016 GJ6
- 2016 GN6
- 2016 GP6
- 2016 GD7
- 2016 GM7
- 2016 GN7
- 2016 GO7
- 2016 GQ7
- 2016 GT7
- 2016 GZ7
- 2016 GC8
- 2016 GD8
- 2016 GE8
- 2016 GK8
- 2016 GL8
- 2016 GM8
- 2016 GQ8
- 2016 GU8
- 2016 GW8
- 2016 GZ8
- 2016 GD9
- 2016 GG9
- 2016 GJ9
- 2016 GM9
- 2016 GP9
- 2016 GR9
- 2016 GT9
- 2016 GV9
- 2016 GX9
- 2016 GE10
- 2016 GL10
- 2016 GR10
- 2016 GV10
- 2016 GW10
- 2016 GJ11
- 2016 GM11
- 2016 GQ11
- 2016 GU11
- 2016 GY11
- 2016 GC12
- 2016 GD12
- 2016 GG12
- 2016 GJ12
- 2016 GL12
- 2016 GN12
- 2016 GP12
- 2016 GQ12
- 2016 GT12
- 2016 GU12
- 2016 GW12
- 2016 GF13
- 2016 GL13
- 2016 GX13
- 2016 GA14
- 2016 GE14
- 2016 GF14
- 2016 GH14
- 2016 GJ14
- 2016 GN14
- 2016 GR14
- 2016 GS14
- 2016 GT14
- 2016 GU14
- 2016 GW14
- 2016 GX14
- 2016 GB15
- 2016 GC15
- 2016 GD15
- 2016 GG15
- 2016 GH15
- 2016 GJ15
- 2016 GK15
- 2016 GL15
- 2016 GQ15
- 2016 GR15
- 2016 GT15
- 2016 GW15
- 2016 GX15
- 2016 GZ15
- 2016 GH16
- 2016 GK16
- 2016 GR16
- 2016 GS16
- 2016 GW16
- 2016 GY16
- 2016 GA17
- 2016 GB17
- 2016 GC17
- 2016 GD17
- 2016 GF17
- 2016 GJ17
- 2016 GK17
- 2016 GL17
- 2016 GN17
- 2016 GR17
- 2016 GS17
- 2016 GU17
- 2016 GW17
- 2016 GX17
- 2016 GY17
- 2016 GA18
- 2016 GE18
- 2016 GF18
- 2016 GG18
- 2016 GJ18
- 2016 GM18
- 2016 GV18
- 2016 GA19
- 2016 GF19
- 2016 GH19
- 2016 GJ19
- 2016 GK19
- 2016 GM19
- 2016 GN19
- 2016 GP19
- 2016 GS19
- 2016 GU19
- 2016 GV19
- 2016 GY19
- 2016 GA20
- 2016 GJ20
- 2016 GK20
- 2016 GM20
- 2016 GR20
- 2016 GT20
- 2016 GU20
- 2016 GV20
- 2016 GY20
- 2016 GZ20
- 2016 GD21
- 2016 GE21
- 2016 GF21
- 2016 GG21
- 2016 GJ21
- 2016 GK21
- 2016 GO21
- 2016 GQ21
- 2016 GS21
- 2016 GW21
- 2016 GX21
- 2016 GY21
- 2016 GB22
- 2016 GC22
- 2016 GD22
- 2016 GE22
- 2016 GH22
- 2016 GJ22
- 2016 GM22
- 2016 GN22
- 2016 GO22
- 2016 GQ22
- 2016 GS22
- 2016 GT22
- 2016 GU22
- 2016 GW22
- 2016 GX22
- 2016 GY22
- 2016 GZ22
- 2016 GD23
- 2016 GF23
- 2016 GG23
- 2016 GK23
- 2016 GO23
- 2016 GP23
- 2016 GR23
- 2016 GV23
- 2016 GW23
- 2016 GY23
- 2016 GB24
- 2016 GG24
- 2016 GH24
- 2016 GM24
- 2016 GO24
- 2016 GQ24
- 2016 GT24
- 2016 GV24
- 2016 GB25
- 2016 GC25
- 2016 GE25
- 2016 GJ25
- 2016 GM25
- 2016 GR25
- 2016 GS25
- 2016 GT25
- 2016 GV25
- 2016 GX25
- 2016 GA26
- 2016 GB26
- 2016 GC26
- 2016 GF26
- 2016 GH26
- 2016 GJ26
- 2016 GK26
- 2016 GM26
- 2016 GP26
- 2016 GS26
- 2016 GT26
- 2016 GW26
- 2016 GX26
- 2016 GB27
- 2016 GJ27
- 2016 GN27
- 2016 GO27
- 2016 GP27
- 2016 GQ27
- 2016 GR27
- 2016 GU27
- 2016 GX27
- 2016 GA28
- 2016 GB28
- 2016 GC28
- 2016 GD28
- 2016 GL28
- 2016 GO28
- 2016 GQ28
- 2016 GS28
- 2016 GU28
- 2016 GV28
- 2016 GY28
- 2016 GZ28
- 2016 GJ29
- 2016 GM29
- 2016 GO29
- 2016 GR29
- 2016 GX29
- 2016 GZ29
- 2016 GB30
- 2016 GC30
- 2016 GD30
- 2016 GE30
- 2016 GF30
- 2016 GG30
- 2016 GJ30
- 2016 GK30
- 2016 GL30
- 2016 GM30
- 2016 GN30
- 2016 GQ30
- 2016 GS30
- 2016 GU30
- 2016 GW30
- 2016 GX30
- 2016 GY30
- 2016 GE31
- 2016 GF31
- 2016 GJ31
- 2016 GK31
- 2016 GP31
- 2016 GQ31
- 2016 GT31
- 2016 GW31
- 2016 GX31
- 2016 GZ31
- 2016 GC32
- 2016 GD32
- 2016 GE32
- 2016 GF32
- 2016 GG32
- 2016 GJ32
- 2016 GL32
- 2016 GM32
- 2016 GO32
- 2016 GU32
- 2016 GV32
- 2016 GB33
- 2016 GE33
- 2016 GJ33
- 2016 GM33
- 2016 GN33
- 2016 GP33
- 2016 GS33
- 2016 GT33
- 2016 GU33
- 2016 GX33
- 2016 GY33
- 2016 GA34
- 2016 GD34
- 2016 GL34
- 2016 GM34
- 2016 GQ34
- 2016 GS34
- 2016 GT34
- 2016 GU34
- 2016 GV34
- 2016 GW34
- 2016 GY34
- 2016 GC35
- 2016 GD35
- 2016 GE35
- 2016 GF35
- 2016 GK35
- 2016 GN35
- 2016 GO35
- 2016 GP35
- 2016 GS35
- 2016 GU35
- 2016 GY35
- 2016 GZ35
- 2016 GA36
- 2016 GG36
- 2016 GJ36
- 2016 GO36
- 2016 GP36
- 2016 GR36
- 2016 GT36
- 2016 GU36
- 2016 GY36
- 2016 GA37
- 2016 GB37
- 2016 GH37
- 2016 GJ37
- 2016 GK37
- 2016 GM37
- 2016 GN37
- 2016 GR37
- 2016 GA38
- 2016 GG38
- 2016 GN38
- 2016 GO38
- 2016 GQ38
- 2016 GV38
- 2016 GY38
- 2016 GC39
- 2016 GF39
- 2016 GK39
- 2016 GL39
- 2016 GP39
- 2016 GQ39
- 2016 GS39
- 2016 GU39
- 2016 GV39
- 2016 GZ39
- 2016 GB40
- 2016 GF40
- 2016 GH40
- 2016 GL40
- 2016 GQ40
- 2016 GY40
- 2016 GA41
- 2016 GF41
- 2016 GM41
- 2016 GP41
- 2016 GQ41
- 2016 GU41
- 2016 GW41
- 2016 GX41
- 2016 GZ41
- 2016 GA42
- 2016 GE42
- 2016 GH42
- 2016 GK42
- 2016 GO42
- 2016 GP42
- 2016 GR42
- 2016 GS42
- 2016 GW42
- 2016 GX42
- 2016 GB43
- 2016 GE43
- 2016 GG43
- 2016 GJ43
- 2016 GK43
- 2016 GN43
- 2016 GR43
- 2016 GS43
- 2016 GT43
- 2016 GW43
- 2016 GB44
- 2016 GC44
- 2016 GE44
- 2016 GK44
- 2016 GL44
- 2016 GM44
- 2016 GN44
- 2016 GO44
- 2016 GP44
- 2016 GQ44
- 2016 GT44
- 2016 GU44
- 2016 GW44
- 2016 GY44
- 2016 GA45
- 2016 GH45
- 2016 GJ45
- 2016 GL45
- 2016 GN45
- 2016 GP45
- 2016 GV45
- 2016 GW45
- 2016 GX45
- 2016 GY45
- 2016 GC46
- 2016 GE46
- 2016 GF46
- 2016 GH46
- 2016 GJ46
- 2016 GM46
- 2016 GP46
- 2016 GU46
- 2016 GW46
- 2016 GF47
- 2016 GG47
- 2016 GH47
- 2016 GK47
- 2016 GM47
- 2016 GP47
- 2016 GR47
- 2016 GU47
- 2016 GV47
- 2016 GW47
- 2016 GX47
- 2016 GZ47
- 2016 GB48
- 2016 GC48
- 2016 GF48
- 2016 GH48
- 2016 GJ48
- 2016 GK48
- 2016 GN48
- 2016 GO48
- 2016 GQ48
- 2016 GT48
- 2016 GW48
- 2016 GZ48
- 2016 GB49
- 2016 GD49
- 2016 GF49
- 2016 GG49
- 2016 GJ49
- 2016 GL49
- 2016 GM49
- 2016 GN49
- 2016 GR49
- 2016 GS49
- 2016 GU49
- 2016 GV49
- 2016 GW49
- 2016 GX49
- 2016 GB50
- 2016 GD50
- 2016 GH50
- 2016 GL50
- 2016 GM50
- 2016 GN50
- 2016 GQ50
- 2016 GX50
- 2016 GZ50
- 2016 GA51
- 2016 GD51
- 2016 GJ51
- 2016 GK51
- 2016 GM51
- 2016 GN51
- 2016 GQ51
- 2016 GT51
- 2016 GX51
- 2016 GA52
- 2016 GB52
- 2016 GD52
- 2016 GF52
- 2016 GG52
- 2016 GH52
- 2016 GJ52
- 2016 GQ52
- 2016 GR52
- 2016 GS52
- 2016 GT52
- 2016 GU52
- 2016 GY52
- 2016 GA53
- 2016 GB53
- 2016 GE53
- 2016 GH53
- 2016 GJ53
- 2016 GM53
- 2016 GO53
- 2016 GR53
- 2016 GS53
- 2016 GT53
- 2016 GW53
- 2016 GX53
- 2016 GY53
- 2016 GZ53
- 2016 GD54
- 2016 GE54
- 2016 GF54
- 2016 GG54
- 2016 GH54
- 2016 GM54
- 2016 GO54
- 2016 GP54
- 2016 GQ54
- 2016 GS54
- 2016 GU54
- 2016 GW54
- 2016 GX54
- 2016 GZ54
- 2016 GA55
- 2016 GB55
- 2016 GC55
- 2016 GD55
- 2016 GK55
- 2016 GM55
- 2016 GO55
- 2016 GY55
- 2016 GC56
- 2016 GE56
- 2016 GF56
- 2016 GH56
- 2016 GJ56
- 2016 GM56
- 2016 GN56
- 2016 GP56
- 2016 GR56
- 2016 GX56
- 2016 GZ56
- 2016 GA57
- 2016 GC57
- 2016 GH57
- 2016 GM57
- 2016 GQ57
- 2016 GR57
- 2016 GS57
- 2016 GU57
- 2016 GV57
- 2016 GW57
- 2016 GY57
- 2016 GZ57
- 2016 GB58
- 2016 GC58
- 2016 GD58
- 2016 GE58
- 2016 GG58
- 2016 GH58
- 2016 GK58
- 2016 GO58
- 2016 GR58
- 2016 GS58
- 2016 GT58
- 2016 GU58
- 2016 GY58
- 2016 GZ58
- 2016 GA59
- 2016 GC59
- 2016 GE59
- 2016 GF59
- 2016 GH59
- 2016 GM59
- 2016 GQ59
- 2016 GV59
- 2016 GW59
- 2016 GB60
- 2016 GG60
- 2016 GJ60
- 2016 GK60
- 2016 GL60
- 2016 GN60
- 2016 GO60
- 2016 GR60
- 2016 GS60
- 2016 GU60
- 2016 GV60
- 2016 GX60
- 2016 GY60
- 2016 GZ60
- 2016 GA61
- 2016 GD61
- 2016 GH61
- 2016 GJ61
- 2016 GL61
- 2016 GM61
- 2016 GO61
- 2016 GQ61
- 2016 GS61
- 2016 GT61
- 2016 GW61
- 2016 GB62
- 2016 GC62
- 2016 GD62
- 2016 GE62
- 2016 GH62
- 2016 GJ62
- 2016 GK62
- 2016 GM62
- 2016 GR62
- 2016 GS62
- 2016 GU62
- 2016 GZ62
- 2016 GA63
- 2016 GE63
- 2016 GH63
- 2016 GK63
- 2016 GN63
- 2016 GO63
- 2016 GP63
- 2016 GS63
- 2016 GW63
- 2016 GY63
- 2016 GA64
- 2016 GE64
- 2016 GF64
- 2016 GG64
- 2016 GH64
- 2016 GJ64
- 2016 GN64
- 2016 GR64
- 2016 GT64
- 2016 GE65
- 2016 GG65
- 2016 GH65
- 2016 GK65
- 2016 GM65
- 2016 GO65
- 2016 GP65
- 2016 GQ65
- 2016 GV65
- 2016 GA66
- 2016 GB66
- 2016 GD66
- 2016 GH66
- 2016 GJ66
- 2016 GK66
- 2016 GN66
- 2016 GP66
- 2016 GT66
- 2016 GW66
- 2016 GA67
- 2016 GB67
- 2016 GC67
- 2016 GE67
- 2016 GK67
- 2016 GP67
- 2016 GQ67
- 2016 GU67
- 2016 GV67
- 2016 GB68
- 2016 GD68
- 2016 GK68
- 2016 GM68
- 2016 GX68
- 2016 GC69
- 2016 GF69
- 2016 GH69
- 2016 GJ69
- 2016 GQ69
- 2016 GR69
- 2016 GU69
- 2016 GX69
- 2016 GZ69
- 2016 GA70
- 2016 GC70
- 2016 GD70
- 2016 GF70
- 2016 GL70
- 2016 GM70
- 2016 GU70
- 2016 GV70
- 2016 GY70
- 2016 GZ70
- 2016 GC71
- 2016 GE71
- 2016 GG71
- 2016 GQ71
- 2016 GW71
- 2016 GX71
- 2016 GZ71
- 2016 GA72
- 2016 GC72
- 2016 GG72
- 2016 GJ72
- 2016 GK72
- 2016 GL72
- 2016 GM72
- 2016 GN72
- 2016 GQ72
- 2016 GR72
- 2016 GS72
- 2016 GT72
- 2016 GW72
- 2016 GX72
- 2016 GZ72
- 2016 GA73
- 2016 GB73
- 2016 GC73
- 2016 GD73
- 2016 GK73
- 2016 GL73
- 2016 GQ73
- 2016 GR73
- 2016 GS73
- 2016 GT73
- 2016 GU73
- 2016 GV73
- 2016 GY73
- 2016 GB74
- 2016 GC74
- 2016 GD74
- 2016 GE74
- 2016 GF74
- 2016 GJ74
- 2016 GK74
- 2016 GS74
- 2016 GX74
- 2016 GY74
- 2016 GA75
- 2016 GE75
- 2016 GG75
- 2016 GH75
- 2016 GJ75
- 2016 GK75
- 2016 GL75
- 2016 GM75
- 2016 GS75
- 2016 GU75
- 2016 GX75
- 2016 GZ75
- 2016 GB76
- 2016 GC76
- 2016 GD76
- 2016 GJ76
- 2016 GL76
- 2016 GP76
- 2016 GR76
- 2016 GS76
- 2016 GT76
- 2016 GZ76
- 2016 GB77
- 2016 GD77
- 2016 GH77
- 2016 GL77
- 2016 GO77
- 2016 GP77
- 2016 GS77
- 2016 GX77
- 2016 GY77
- 2016 GZ77
- 2016 GB78
- 2016 GC78
- 2016 GD78
- 2016 GH78
- 2016 GK78
- 2016 GP78
- 2016 GR78
- 2016 GS78
- 2016 GT78
- 2016 GX78
- 2016 GZ78
- 2016 GC79
- 2016 GE79
- 2016 GF79
- 2016 GJ79
- 2016 GL79
- 2016 GP79
- 2016 GQ79
- 2016 GS79
- 2016 GT79
- 2016 GV79
- 2016 GW79
- 2016 GB80
- 2016 GE80
- 2016 GF80
- 2016 GJ80
- 2016 GK80
- 2016 GO80
- 2016 GP80
- 2016 GT80
- 2016 GU80
- 2016 GV80
- 2016 GX80
- 2016 GY80
- 2016 GB81
- 2016 GF81
- 2016 GG81
- 2016 GM81
- 2016 GN81
- 2016 GO81
- 2016 GQ81
- 2016 GU81
- 2016 GV81
- 2016 GW81
- 2016 GB82
- 2016 GC82
- 2016 GG82
- 2016 GL82
- 2016 GO82
- 2016 GP82
- 2016 GQ82
- 2016 GT82
- 2016 GU82
- 2016 GW82
- 2016 GX82
- 2016 GB83
- 2016 GE83
- 2016 GG83
- 2016 GH83
- 2016 GP83
- 2016 GR83
- 2016 GS83
- 2016 GT83
- 2016 GV83
- 2016 GW83
- 2016 GX83
- 2016 GZ83
- 2016 GA84
- 2016 GB84
- 2016 GH84
- 2016 GJ84
- 2016 GM84
- 2016 GO84
- 2016 GP84
- 2016 GT84
- 2016 GX84
- 2016 GA85
- 2016 GF85
- 2016 GG85
- 2016 GJ85
- 2016 GL85
- 2016 GP85
- 2016 GT85
- 2016 GX85
- 2016 GY85
- 2016 GA86
- 2016 GB86
- 2016 GF86
- 2016 GH86
- 2016 GJ86
- 2016 GO86
- 2016 GT86
- 2016 GU86
- 2016 GX86
- 2016 GC87
- 2016 GE87
- 2016 GJ87
- 2016 GM87
- 2016 GP87
- 2016 GR87
- 2016 GT87
- 2016 GW87
- 2016 GC88
- 2016 GD88
- 2016 GF88
- 2016 GJ88
- 2016 GK88
- 2016 GO88
- 2016 GP88
- 2016 GQ88
- 2016 GT88
- 2016 GA89
- 2016 GB89
- 2016 GC89
- 2016 GD89
- 2016 GE89
- 2016 GF89
- 2016 GG89
- 2016 GL89
- 2016 GN89
- 2016 GP89
- 2016 GQ89
- 2016 GT89
- 2016 GW89
- 2016 GX89
- 2016 GY89
- 2016 GC90
- 2016 GJ90
- 2016 GL90
- 2016 GM90
- 2016 GO90
- 2016 GS90
- 2016 GV90
- 2016 GW90
- 2016 GA91
- 2016 GH91
- 2016 GK91
- 2016 GM91
- 2016 GP91
- 2016 GF92
- 2016 GH92
- 2016 GN92
- 2016 GP92
- 2016 GV92
- 2016 GX92
- 2016 GB93
- 2016 GC93
- 2016 GD93
- 2016 GE93
- 2016 GF93
- 2016 GJ93
- 2016 GK93
- 2016 GO93
- 2016 GR93
- 2016 GX93
- 2016 GZ93
- 2016 GA94
- 2016 GB94
- 2016 GC94
- 2016 GE94
- 2016 GJ94
- 2016 GK94
- 2016 GL94
- 2016 GM94
- 2016 GN94
- 2016 GO94
- 2016 GT94
- 2016 GW94
- 2016 GY94
- 2016 GA95
- 2016 GB95
- 2016 GF95
- 2016 GK95
- 2016 GM95
- 2016 GO95
- 2016 GP95
- 2016 GZ95
- 2016 GA96
- 2016 GJ96
- 2016 GK96
- 2016 GL96
- 2016 GN96
- 2016 GO96
- 2016 GS96
- 2016 GV96
- 2016 GZ96
- 2016 GD97
- 2016 GE97
- 2016 GK97
- 2016 GM97
- 2016 GN97
- 2016 GO97
- 2016 GR97
- 2016 GX97
- 2016 GZ97
- 2016 GA98
- 2016 GE98
- 2016 GJ98
- 2016 GM98
- 2016 GR98
- 2016 GS98
- 2016 GT98
- 2016 GB99
- 2016 GS99
- 2016 GU99
- 2016 GY99
- 2016 GZ99
- 2016 GE100
- 2016 GF100
- 2016 GG100
- 2016 GJ100
- 2016 GK100
- 2016 GL100
- 2016 GP100
- 2016 GQ100
- 2016 GR100
- 2016 GT100
- 2016 GW100
- 2016 GY100
- 2016 GC101
- 2016 GE101
- 2016 GH101
- 2016 GJ101
- 2016 GK101
- 2016 GP101
- 2016 GQ101
- 2016 GR101
- 2016 GV101
- 2016 GX101
- 2016 GJ102
- 2016 GM102
- 2016 GO102
- 2016 GP102
- 2016 GR102
- 2016 GT102
- 2016 GW102
- 2016 GA103
- 2016 GB103
- 2016 GH103
- 2016 GP103
- 2016 GR103
- 2016 GW103
- 2016 GY103
- 2016 GZ103
- 2016 GA104
- 2016 GG104
- 2016 GH104
- 2016 GP104
- 2016 GQ104
- 2016 GS104
- 2016 GZ104
- 2016 GA105
- 2016 GD105
- 2016 GF105
- 2016 GG105
- 2016 GN105
- 2016 GO105
- 2016 GQ105
- 2016 GS105
- 2016 GU105
- 2016 GV105
- 2016 GX105
- 2016 GY105
- 2016 GB106
- 2016 GJ106
- 2016 GK106
- 2016 GL106
- 2016 GP106
- 2016 GR106
- 2016 GV106
- 2016 GZ106
- 2016 GD107
- 2016 GK107
- 2016 GL107
- 2016 GN107
- 2016 GO107
- 2016 GR107
- 2016 GU107
- 2016 GV107
- 2016 GW107
- 2016 GX107
- 2016 GY107
- 2016 GC108
- 2016 GE108
- 2016 GG108
- 2016 GH108
- 2016 GR108
- 2016 GY108
- 2016 GJ109
- 2016 GP109
- 2016 GQ109
- 2016 GT109
- 2016 GZ109
- 2016 GC110
- 2016 GF110
- 2016 GG110
- 2016 GH110
- 2016 GL110
- 2016 GN110
- 2016 GT110
- 2016 GG111
- 2016 GH111
- 2016 GK111
- 2016 GL111
- 2016 GN111
- 2016 GR111
- 2016 GS111
- 2016 GT111
- 2016 GU111
- 2016 GV111
- 2016 GW111
- 2016 GX111
- 2016 GB112
- 2016 GF112
- 2016 GJ112
- 2016 GK112
- 2016 GL112
- 2016 GN112
- 2016 GQ112
- 2016 GR112
- 2016 GT112
- 2016 GV112
- 2016 GX112
- 2016 GY112
- 2016 GB113
- 2016 GC113
- 2016 GG113
- 2016 GK113
- 2016 GP113
- 2016 GX113
- 2016 GA114
- 2016 GB114
- 2016 GF114
- 2016 GG114
- 2016 GP114
- 2016 GQ114
- 2016 GR114
- 2016 GU114
- 2016 GV114
- 2016 GX114
- 2016 GY114
- 2016 GB115
- 2016 GC115
- 2016 GE115
- 2016 GG115
- 2016 GH115
- 2016 GJ115
- 2016 GK115
- 2016 GN115
- 2016 GO115
- 2016 GR115
- 2016 GS115
- 2016 GU115
- 2016 GV115
- 2016 GW115
- 2016 GC116
- 2016 GE116
- 2016 GF116
- 2016 GH116
- 2016 GN116
- 2016 GO116
- 2016 GU116
- 2016 GW116
- 2016 GX116
- 2016 GY116
- 2016 GZ116
- 2016 GA117
- 2016 GB117
- 2016 GC117
- 2016 GD117
- 2016 GH117
- 2016 GJ117
- 2016 GL117
- 2016 GM117
- 2016 GN117
- 2016 GO117
- 2016 GQ117
- 2016 GV117
- 2016 GW117
- 2016 GY117
- 2016 GZ117
- 2016 GA118
- 2016 GE118
- 2016 GJ118
- 2016 GN118
- 2016 GO118
- 2016 GR118
- 2016 GU118
- 2016 GV118
- 2016 GX118
- 2016 GY118
- 2016 GZ118
- 2016 GA119
- 2016 GD119
- 2016 GR119
- 2016 GV119
- 2016 GW119
- 2016 GX119
- 2016 GY119
- 2016 GB120
- 2016 GC120
- 2016 GD120
- 2016 GF120
- 2016 GL120
- 2016 GM120
- 2016 GO120
- 2016 GS120
- 2016 GV120
- 2016 GZ120
- 2016 GA121
- 2016 GB121
- 2016 GC121
- 2016 GD121
- 2016 GE121
- 2016 GF121
- 2016 GL121
- 2016 GO121
- 2016 GR121
- 2016 GS121
- 2016 GV121
- 2016 GY121
- 2016 GE122
- 2016 GF122
- 2016 GO122
- 2016 GP122
- 2016 GR122
- 2016 GT122
- 2016 GY122
- 2016 GF123
- 2016 GG123
- 2016 GJ123
- 2016 GL123
- 2016 GP123
- 2016 GA124
- 2016 GG124
- 2016 GM124
- 2016 GW124
- 2016 GD125
- 2016 GE125
- 2016 GG125
- 2016 GK125
- 2016 GN125
- 2016 GU125
- 2016 GY125
- 2016 GJ126
- 2016 GL126
- 2016 GV126
- 2016 GC127
- 2016 GE127
- 2016 GJ127
- 2016 GK127
- 2016 GL127
- 2016 GW127
- 2016 GF128
- 2016 GG128
- 2016 GJ128
- 2016 GX128
- 2016 GB129
- 2016 GC129
- 2016 GD129
- 2016 GE129
- 2016 GG129
- 2016 GJ129
- 2016 GM129
- 2016 GN129
- 2016 GQ129
- 2016 GS129
- 2016 GT129
- 2016 GB130
- 2016 GK130
- 2016 GM130
- 2016 GU130
- 2016 GV130
- 2016 GY130
- 2016 GZ130
- 2016 GF131
- 2016 GJ131
- 2016 GO131
- 2016 GQ131
- 2016 GR131
- 2016 GV131
- 2016 GW131
- 2016 GF132
- 2016 GH132
- 2016 GJ132
- 2016 GL132
- 2016 GO132
- 2016 GQ132
- 2016 GC133
- 2016 GF133
- 2016 GG133
- 2016 GR133
- 2016 GU133
- 2016 GY133
- 2016 GC134
- 2016 GD134
- 2016 GE134
- 2016 GF134
- 2016 GG134
- 2016 GH134
- 2016 GJ134
- 2016 GK134
- 2016 GL134
- 2016 GM134
- 2016 GN134
- 2016 GO134
- 2016 GP134
- 2016 GQ134
- 2016 GR134
- 2016 GS134
- 2016 GX134
- 2016 GY134
- 2016 GZ134
- 2016 GA135
- 2016 GC135
- 2016 GD135
- 2016 GE135
- 2016 GF135
- 2016 GG135
- 2016 GH135
- 2016 GJ135
- 2016 GK135
- 2016 GL135
- 2016 GM135
- 2016 GN135
- 2016 GP135
- 2016 GQ135
- 2016 GR135
- 2016 GS135
- 2016 GT135
- 2016 GX135
- 2016 GY135
- 2016 GB136
- 2016 GK136
- 2016 GM136
- 2016 GN136
- 2016 GQ136
- 2016 GR136
- 2016 GT136
- 2016 GW136
- 2016 GY136
- 2016 GA137
- 2016 GF137
- 2016 GH137
- 2016 GJ137
- 2016 GQ137
- 2016 GS137
- 2016 GU137
- 2016 GX137
- 2016 GY137
- 2016 GB138
- 2016 GC138
- 2016 GL138
- 2016 GT138
- 2016 GU138
- 2016 GY138
- 2016 GZ138
- 2016 GA139
- 2016 GC139
- 2016 GD139
- 2016 GF139
- 2016 GG139
- 2016 GL139
- 2016 GN139
- 2016 GQ139
- 2016 GU139
- 2016 GZ139
- 2016 GC140
- 2016 GD140
- 2016 GJ140
- 2016 GL140
- 2016 GM140
- 2016 GT140
- 2016 GX140
- 2016 GB141
- 2016 GH141
- 2016 GO141
- 2016 GF142
- 2016 GQ142
- 2016 GZ142
- 2016 GB143
- 2016 GC143
- 2016 GD143
- 2016 GF143
- 2016 GG143
- 2016 GK143
- 2016 GL143
- 2016 GT143
- 2016 GX143
- 2016 GY143
- 2016 GC144
- 2016 GK144
- 2016 GP144
- 2016 GL145
- 2016 GN145
- 2016 GR145
- 2016 GU145
- 2016 GA146
- 2016 GC146
- 2016 GG146
- 2016 GJ146
- 2016 GK146
- 2016 GO146
- 2016 GQ146
- 2016 GR146
- 2016 GT146
- 2016 GD147
- 2016 GG147
- 2016 GJ147
- 2016 GM147
- 2016 GO147
- 2016 GW147
- 2016 GZ147
- 2016 GB148
- 2016 GD148
- 2016 GH148
- 2016 GJ148
- 2016 GK148
- 2016 GN148
- 2016 GR148
- 2016 GS148
- 2016 GA149
- 2016 GB149
- 2016 GJ149
- 2016 GQ149
- 2016 GU149
- 2016 GW149
- 2016 GZ149
- 2016 GB150
- 2016 GH150
- 2016 GJ150
- 2016 GK150
- 2016 GM150
- 2016 GS150
- 2016 GT150
- 2016 GX150
- 2016 GZ150
- 2016 GL151
- 2016 GM151
- 2016 GQ151
- 2016 GZ151
- 2016 GC152
- 2016 GH152
- 2016 GJ152
- 2016 GL152
- 2016 GQ152
- 2016 GU152
- 2016 GV152
- 2016 GX152
- 2016 GD153
- 2016 GJ153
- 2016 GL153
- 2016 GO153
- 2016 GX153
- 2016 GY153
- 2016 GO154
- 2016 GS154
- 2016 GX154
- 2016 GG155
- 2016 GH155
- 2016 GK155
- 2016 GP155
- 2016 GY155
- 2016 GG156
- 2016 GJ156
- 2016 GP156
- 2016 GV156
- 2016 GW156
- 2016 GB157
- 2016 GG157
- 2016 GT157
- 2016 GU157
- 2016 GY157
- 2016 GO158
- 2016 GR158
- 2016 GS158
- 2016 GB159
- 2016 GM159
- 2016 GS159
- 2016 GU159
- 2016 GX159
- 2016 GY159
- 2016 GB160
- 2016 GC160
- 2016 GE160
- 2016 GF160
- 2016 GK160
- 2016 GL160
- 2016 GO160
- 2016 GQ160
- 2016 GR160
- 2016 GU160
- 2016 GD161
- 2016 GL161
- 2016 GO161
- 2016 GR161
- 2016 GD162
- 2016 GH162
- 2016 GJ162
- 2016 GS162
- 2016 GG163
- 2016 GH163
- 2016 GK163
- 2016 GM163
- 2016 GR163
- 2016 GC164
- 2016 GE164
- 2016 GQ164
- 2016 GU164
- 2016 GW164
- 2016 GB165
- 2016 GH165
- 2016 GJ165
- 2016 GM165
- 2016 GQ165
- 2016 GT165
- 2016 GD166
- 2016 GG166
- 2016 GK166
- 2016 GM166
- 2016 GO166
- 2016 GP166
- 2016 GR166
- 2016 GT166
- 2016 GV166
- 2016 GA167
- 2016 GB167
- 2016 GG167
- 2016 GL167
- 2016 GS167
- 2016 GX167
- 2016 GY167
- 2016 GB168
- 2016 GD168
- 2016 GE168
- 2016 GL168
- 2016 GM168
- 2016 GV168
- 2016 GW168
- 2016 GA169
- 2016 GE169
- 2016 GM169
- 2016 GY169
- 2016 GE170
- 2016 GG170
- 2016 GH170
- 2016 GL170
- 2016 GM170
- 2016 GP170
- 2016 GS170
- 2016 GA171
- 2016 GG171
- 2016 GK171
- 2016 GR171
- 2016 GZ171
- 2016 GG172
- 2016 GK172
- 2016 GO172
- 2016 GS172
- 2016 GG173
- 2016 GV173
- 2016 GW173
- 2016 GX173
- 2016 GB174
- 2016 GR174
- 2016 GT174
- 2016 GX174
- 2016 GS175
- 2016 GY175
- 2016 GE176
- 2016 GJ176
- 2016 GT176
- 2016 GA177
- 2016 GF177
- 2016 GM177
- 2016 GY177
- 2016 GJ178
- 2016 GL178
- 2016 GM178
- 2016 GR178
- 2016 GS178
- 2016 GU178
- 2016 GX178
- 2016 GY178
- 2016 GB179
- 2016 GD179
- 2016 GE179
- 2016 GH179
- 2016 GP179
- 2016 GQ179
- 2016 GR179
- 2016 GT179
- 2016 GU179
- 2016 GW179
- 2016 GG180
- 2016 GJ180
- 2016 GK180
- 2016 GM180
- 2016 GP180
- 2016 GA181
- 2016 GD181
- 2016 GJ181
- 2016 GM181
- 2016 GO181
- 2016 GP181
- 2016 GR181
- 2016 GT181
- 2016 GU181
- 2016 GV181
- 2016 GX181
- 2016 GZ181
- 2016 GO182
- 2016 GW182
- 2016 GX182
- 2016 GY182
- 2016 GZ182
- 2016 GB183
- 2016 GD183
- 2016 GK183
- 2016 GL183
- 2016 GR183
- 2016 GW183
- 2016 GD184
- 2016 GF184
- 2016 GP184
- 2016 GR184
- 2016 GS184
- 2016 GT184
- 2016 GV184
- 2016 GB185
- 2016 GL185
- 2016 GQ185
- 2016 GC186
- 2016 GM186
- 2016 GP186
- 2016 GV186
- 2016 GX186
- 2016 GZ186
- 2016 GC187
- 2016 GD187
- 2016 GH187
- 2016 GN187
- 2016 GQ187
- 2016 GY187
- 2016 GP188
- 2016 GQ188
- 2016 GS188
- 2016 GA189
- 2016 GD189
- 2016 GL189
- 2016 GT189
- 2016 GU189
- 2016 GB190
- 2016 GL190
- 2016 GM190
- 2016 GN190
- 2016 GR190
- 2016 GS190
- 2016 GU190
- 2016 GV190
- 2016 GA191
- 2016 GB191
- 2016 GL192
- 2016 GR192
- 2016 GB193
- 2016 GC193
- 2016 GH193
- 2016 GM193
- 2016 GX193
- 2016 GY193
- 2016 GF194
- 2016 GG194
- 2016 GH194
- 2016 GJ194
- 2016 GO194
- 2016 GP194
- 2016 GQ194
- 2016 GR194
- 2016 GS194
- 2016 GU194
- 2016 GX194
- 2016 GD195
- 2016 GE195
- 2016 GH195
- 2016 GP195
- 2016 GQ195
- 2016 GV195
- 2016 GW195
- 2016 GX195
- 2016 GA196
- 2016 GB196
- 2016 GF196
- 2016 GG196
- 2016 GH196
- 2016 GJ196
- 2016 GM196
- 2016 GT196
- 2016 GV196
- 2016 GW196
- 2016 GY196
- 2016 GZ196
- 2016 GE197
- 2016 GF197
- 2016 GJ197
- 2016 GM197
- 2016 GO197
- 2016 GP197
- 2016 GQ197
- 2016 GR197
- 2016 GV197
- 2016 GZ197
- 2016 GK198
- 2016 GM198
- 2016 GQ198
- 2016 GU198
- 2016 GY198
- 2016 GD199
- 2016 GF199
- 2016 GG199
- 2016 GO199
- 2016 GV199
- 2016 GZ199
- 2016 GC200
- 2016 GD200
- 2016 GE200
- 2016 GM200
- 2016 GQ200
- 2016 GR200
- 2016 GU200
- 2016 GC201
- 2016 GG201
- 2016 GL201
- 2016 GX201
- 2016 GZ201
- 2016 GC202
- 2016 GD202
- 2016 GH202
- 2016 GX202
- 2016 GY202
- 2016 GZ202
- 2016 GC203
- 2016 GF203
- 2016 GK203
- 2016 GS203
- 2016 GV203
- 2016 GX203
- 2016 GC204
- 2016 GD204
- 2016 GJ204
- 2016 GL204
- 2016 GO204
- 2016 GQ204
- 2016 GT204
- 2016 GX204
- 2016 GB205
- 2016 GC205
- 2016 GE205
- 2016 GL205
- 2016 GR205
- 2016 GA206
- 2016 GK206
- 2016 GL206
- 2016 GM206
- 2016 GO206
- 2016 GP206
- 2016 GQ206
- 2016 GS206
- 2016 GU206
- 2016 GV206
- 2016 GW206
- 2016 GY206
- 2016 GA207
- 2016 GB207
- 2016 GC207
- 2016 GD207
- 2016 GF207
- 2016 GJ207
- 2016 GK207
- 2016 GX207
- 2016 GY207
- 2016 GZ207
- 2016 GG208
- 2016 GJ208
- 2016 GK208
- 2016 GP208
- 2016 GQ208
- 2016 GR208
- 2016 GS208
- 2016 GU208
- 2016 GW208
- 2016 GZ208
- 2016 GC209
- 2016 GF209
- 2016 GJ209
- 2016 GN209
- 2016 GO209
- 2016 GP209
- 2016 GR209
- 2016 GU209
- 2016 GV209
- 2016 GX209
- 2016 GY209
- 2016 GC210
- 2016 GG210
- 2016 GJ210
- 2016 GP210
- 2016 GQ210
- 2016 GS210
- 2016 GT210
- 2016 GV210
- 2016 GW210
- 2016 GX210
- 2016 GC211
- 2016 GE211
- 2016 GK211
- 2016 GL211
- 2016 GM211
- 2016 GN211
- 2016 GQ211
- 2016 GT211
- 2016 GX211
- 2016 GZ211
- 2016 GH212
- 2016 GN212
- 2016 GP212
- 2016 GQ212
- 2016 GU212
- 2016 GB213
- 2016 GE213
- 2016 GF213
- 2016 GG213
- 2016 GJ213
- 2016 GM213
- 2016 GO213
- 2016 GQ213
- 2016 GU213
- 2016 GB214
- 2016 GD214
- 2016 GH214
- 2016 GK214
- 2016 GM214
- 2016 GN214
- 2016 GO214
- 2016 GP214
- 2016 GQ214
- 2016 GS214
- 2016 GY214
- 2016 GB215
- 2016 GD215
- 2016 GJ215
- 2016 GN215
- 2016 GS215
- 2016 GT215
- 2016 GV215
- 2016 GY215
- 2016 GA216
- 2016 GB216
- 2016 GC216
- 2016 GD216
- 2016 GF216
- 2016 GG216
- 2016 GJ216
- 2016 GM216
- 2016 GN216
- 2016 GO216
- 2016 GP216
- 2016 GQ216
- 2016 GR216
- 2016 GU216
- 2016 GV216
- 2016 GB217
- 2016 GF217
- 2016 GV217
- 2016 GZ217
- 2016 GF218
- 2016 GS218
- 2016 GT218
- 2016 GV218
- 2016 GA219
- 2016 GE219
- 2016 GP219
- 2016 GR219
- 2016 GS219
- 2016 GV219
- 2016 GY219
- 2016 GE220
- 2016 GL220
- 2016 GM220
- 2016 GN220
- 2016 GO220
- 2016 GP220
- 2016 GQ220
- 2016 GR220
- 2016 GS220
- 2016 GU220
- 2016 GV220
- 2016 GW220
- 2016 GX220
- 2016 GY220
- 2016 GZ220
- 2016 GA221
- 2016 GB221
- 2016 GC221
- 2016 GD221
- 2016 GF221
- 2016 GJ221
- 2016 GK221
- 2016 GM221
- 2016 GN221
- 2016 GO221
- 2016 GP221
- 2016 GS221
- 2016 GT221
- 2016 GU221
- 2016 GV221
- 2016 GW221
- 2016 GX221
- 2016 GY221
- 2016 GZ221
- 2016 GA222
- 2016 GB222
- 2016 GC222
- 2016 GD222
- 2016 GE222
- 2016 GF222
- 2016 GH222
- 2016 GK222
- 2016 GL222
- 2016 GB223
- 2016 GE223
- 2016 GO223
- 2016 GS223
- 2016 GT223
- 2016 GX223
- 2016 GY223
- 2016 GD224
- 2016 GG224
- 2016 GN224
- 2016 GU224
- 2016 GY224
- 2016 GB225
- 2016 GC225
- 2016 GE225
- 2016 GK225
- 2016 GZ225
- 2016 GD226
- 2016 GG226
- 2016 GN226
- 2016 GQ226
- 2016 GU226
- 2016 GX226
- 2016 GB227
- 2016 GF227
- 2016 GJ227
- 2016 GK227
- 2016 GV227
- 2016 GY227
- 2016 GD228
- 2016 GH228
- 2016 GJ228
- 2016 GK228
- 2016 GO228
- 2016 GP228
- 2016 GX228
- 2016 GZ228
- 2016 GA229
- 2016 GB229
- 2016 GC229
- 2016 GX229
- 2016 GB230
- 2016 GG230
- 2016 GJ230
- 2016 GM230
- 2016 GO230
- 2016 GQ230
- 2016 GR230
- 2016 GX230
- 2016 GA231
- 2016 GE231
- 2016 GJ231
- 2016 GN231
- 2016 GV231
- 2016 GY231
- 2016 GA232
- 2016 GC232
- 2016 GK232
- 2016 GM232
- 2016 GR232
- 2016 GF233
- 2016 GJ233
- 2016 GO233
- 2016 GR233
- 2016 GS233
- 2016 GU233
- 2016 GF234
- 2016 GG234
- 2016 GK234
- 2016 GN234
- 2016 GZ234
- 2016 GF235
- 2016 GM235
- 2016 GS235
- 2016 GY235
- 2016 GC236
- 2016 GL236
- 2016 GM237
- 2016 GY237
- 2016 GZ237
- 2016 GB238
- 2016 GN238
- 2016 GQ238
- 2016 GT238
- 2016 GW238
- 2016 GA239
- 2016 GB239
- 2016 GG239
- 2016 GH239
- 2016 GK239
- 2016 GQ239
- 2016 GZ239
- 2016 GG240
- 2016 GK240
- 2016 GR240
- 2016 GS240
- 2016 GV240
- 2016 GX240
- 2016 GY240
- 2016 GZ240
- 2016 GB241
- 2016 GC241
- 2016 GD241
- 2016 GE241
- 2016 GF241
- 2016 GH241
- 2016 GK241
- 2016 GU241
- 2016 GW241
- 2016 GE242
- 2016 GF242
- 2016 GH242
- 2016 GB243
- 2016 GC243
- 2016 GF243
- 2016 GV243
- 2016 GX243
- 2016 GZ243
- 2016 GA244
- 2016 GE244
- 2016 GM244
- 2016 GP244
- 2016 GQ244
- 2016 GS244
- 2016 GT244
- 2016 GU244
- 2016 GA245
- 2016 GF245
- 2016 GL245
- 2016 GM245
- 2016 GN245
- 2016 GQ245
- 2016 GV245
- 2016 GA246
- 2016 GD246
- 2016 GQ246
- 2016 GV246
- 2016 GQ247
- 2016 GB248
- 2016 GJ248
- 2016 GL248
- 2016 GQ248
- 2016 GR248
- 2016 GS248
- 2016 GT248
- 2016 GB249
- 2016 GD249
- 2016 GH249
- 2016 GP249
- 2016 GT249
- 2016 GU249
- 2016 GY249
- 2016 GZ249
- 2016 GE250
- 2016 GQ250
- 2016 GR250
- 2016 GX250
- 2016 GA251
- 2016 GG251
- 2016 GY251
- 2016 GZ251
- 2016 GA252
- 2016 GB252
- 2016 GC252
- 2016 GD252
- 2016 GJ252
- 2016 GM252
- 2016 GO252
- 2016 GP252
- 2016 GU252
- 2016 GC253
- 2016 GE253
- 2016 GH253
- 2016 GN253
- 2016 GO253
- 2016 GP253
- 2016 GR253
- 2016 GS253
- 2016 GT253
- 2016 GU253
- 2016 GV253
- 2016 GW253
- 2016 GX253
- 2016 GY253
- 2016 GZ253
- 2016 GA254
- 2016 GB254
- 2016 GC254
- 2016 GD254
- 2016 GE254
- 2016 GG254
- 2016 GH254
- 2016 GJ254
- 2016 GK254
- 2016 GL254
- 2016 GM254
- 2016 GN254
- 2016 GP254
- 2016 GR254
- 2016 GS254
- 2016 GT254
- 2016 GW254
- 2016 GY254
- 2016 GA255
- 2016 GB255
- 2016 GC255
- 2016 GD255
- 2016 GE255
- 2016 GG255
- 2016 GH255
- 2016 GJ255
- 2016 GK255
- 2016 GL255
- 2016 GM255
- 2016 GN255
- 2016 GQ255
- 2016 GR255
- 2016 GT255
- 2016 GU255
- 2016 GV255
- 2016 GW255
- 2016 GX255
- 2016 GA256
- 2016 GB256
- 2016 GC256
- 2016 GD256
- 2016 GF256
- 2016 GG256
- 2016 GH256
- 2016 GK256
- 2016 GO256
- 2016 GQ256
- 2016 GR256
- 2016 GU256
- 2016 GV256
- 2016 GW256
- 2016 GX256
- 2016 GY256
- 2016 GN258
- 2016 GU258
- 2016 GV258
- 2016 GD259
- 2016 GX260
- 2016 GA261
- 2016 GC261
- 2016 GF261
- 2016 GG261
- 2016 GJ262
- 2016 GL262
- 2016 GO262
- 2016 GP262
- 2016 GS262
- 2016 GW262
- 2016 GG263
- 2016 GN263
- 2016 GX263
- 2016 GA264
- 2016 GC264
- 2016 GF264
- 2016 GM264
- 2016 GT265
- 2016 GV265
- 2016 GA266
- 2016 GL266
- 2016 GA267
- 2016 GB267
- 2016 GQ267
- 2016 GV267
- 2016 GY267
- 2016 GM268
- 2016 GO268
- 2016 GU268
- 2016 GV268
- 2016 GW268
- 2016 GA269
- 2016 GD269
- 2016 GE269
- 2016 GF269
- 2016 GG269
- 2016 GL269
- 2016 GM269
- 2016 GN269
- 2016 GO269
- 2016 GP269
- 2016 GQ269
- 2016 GS269
- 2016 GU269
- 2016 GV269
- 2016 GW269
- 2016 GX269
- 2016 GY269
- 2016 GZ269
- 2016 GA270
- 2016 GB270
- 2016 GC270
- 2016 GE270
- 2016 GF270
- 2016 GG270
- 2016 GH270
- 2016 GK270
- 2016 GL270
- 2016 GM270
- 2016 GN270
- 2016 GO270
- 2016 GP270
- 2016 GQ270
- 2016 GR270
- 2016 GS270
- 2016 GT270
- 2016 GU270
- 2016 GV270
- 2016 GW270
- 2016 GX270
- 2016 GB271
- 2016 GC271
- 2016 GD271
- 2016 GF271
- 2016 GG271
- 2016 GH271
- 2016 GJ271
- 2016 GK271
- 2016 GL271
- 2016 GM271
- 2016 GN271
- 2016 GP271
- 2016 GR271
- 2016 GS271
- 2016 GU271
- 2016 GV271
- 2016 GY271
- 2016 GZ271
- 2016 GA272
- 2016 GE272
- 2016 GJ272
- 2016 GK272
- 2016 GL272
- 2016 GM272
- 2016 GN272
- 2016 GO272
- 2016 GP272
- 2016 GQ272
- 2016 GT272
- 2016 GU272
- 2016 GV272
- 2016 GW272
- 2016 GX272
- 2016 GY272
- 2016 GZ272
- 2016 GB273
- 2016 GD273
- 2016 GE273
- 2016 GF273
- 2016 GH273
- 2016 GJ273
- 2016 GK273
- 2016 GL273
- 2016 GM273
- 2016 GN273
- 2016 GP273
- 2016 GQ273
- 2016 GR273
- 2016 GS273
- 2016 GT273
- 2016 GU273
- 2016 GV273
- 2016 GW273
- 2016 GX273
- 2016 GY273
- 2016 GA274
- 2016 GC274
- 2016 GD274
- 2016 GE274
- 2016 GG274
- 2016 GJ274
- 2016 GK274
- 2016 GL274
- 2016 GM274
- 2016 GN274
- 2016 GO274
- 2016 GP274
- 2016 GQ274
- 2016 GR274
- 2016 GS274
- 2016 GT274
- 2016 GU274
- 2016 GW274
- 2016 GY274
- 2016 GB275
- 2016 GD275
- 2016 GE275
- 2016 GF275
- 2016 GG275
- 2016 GJ275
- 2016 GK275
- 2016 GL275
- 2016 GM275
- 2016 GO275
- 2016 GP275
- 2016 GQ275
- 2016 GS275
- 2016 GU275
- 2016 GV275
- 2016 GW275
- 2016 GX275
- 2016 GY275
- 2016 GZ275
- 2016 GB276
- 2016 GC276
- 2016 GG276
- 2016 GK276
- 2016 GL276
- 2016 GM276
- 2016 GN276
- 2016 GO276
- 2016 GP276
- 2016 GQ276
- 2016 GR276
- 2016 GS276
- 2016 GT276
- 2016 GU276
- 2016 GV276
- 2016 GW276
- 2016 GZ276
- 2016 GA277
- 2016 GB277
- 2016 GC277
- 2016 GG277
- 2016 GK277
- 2016 GL277
- 2016 GM277
- 2016 GN277
- 2016 GO277
- 2016 GS277
- 2016 GU277
- 2016 GV277
- 2016 GX277
- 2016 GZ277
- 2016 GA278
- 2016 GB278
- 2016 GC278
- 2016 GD278
- 2016 GE278
- 2016 GL279
- 2016 GM279
- 2016 GN279
- 2016 GO279
- 2016 GQ279
- 2016 GT279
- 2016 GU279
- 2016 GV279
- 2016 GW279
- 2016 GY279
- 2016 GZ279
- 2016 GC280
- 2016 GD280
- 2016 GE280
- 2016 GF280
- 2016 GG280
- 2016 GH280
- 2016 GN280
- 2016 GT280
- 2016 GU280
- 2016 GW280
- 2016 GX280
- 2016 GY280
- 2016 GZ280
- 2016 GA281
- 2016 GB281
- 2016 GC281
- 2016 GD281
- 2016 GE281
- 2016 GG281
- 2016 GH281
- 2016 GJ281
- 2016 GK281
- 2016 GN281
- 2016 GO281
- 2016 GP281
- 2016 GS281
- 2016 GT281
- 2016 GU281
- 2016 GV281
- 2016 GX281
- 2016 GZ281
- 2016 GB282
- 2016 GC282
- 2016 GD282
- 2016 GE282
- 2016 GF282
- 2016 GG282
- 2016 GH282
- 2016 GJ282
- 2016 GK282
- 2016 GM282
- 2016 GP282
- 2016 GQ282
- 2016 GS282
- 2016 GU282
- 2016 GV282
- 2016 GX282
- 2016 GY282
- 2016 GZ282
- 2016 GB283
- 2016 GD283
- 2016 GE283
- 2016 GF283
- 2016 GG283
- 2016 GJ283
- 2016 GL283
- 2016 GN283
- 2016 GO283
- 2016 GS283
- 2016 GT283
- 2016 GU283
- 2016 GV283
- 2016 GW283
- 2016 GX283
- 2016 GY283
- 2016 GZ283
- 2016 GA284
- 2016 GB284
- 2016 GC284
- 2016 GD284
- 2016 GF284
- 2016 GG284
- 2016 GH284
- 2016 GK284
- 2016 GL284
- 2016 GM284
- 2016 GO284
- 2016 GP284
- 2016 GQ284
- 2016 GR284
- 2016 GS284
- 2016 GT284
- 2016 GU284
- 2016 GV284
- 2016 GW284
- 2016 GZ284
- 2016 GG285
- 2016 GJ285
- 2016 GK285
- 2016 GL285
- 2016 GN285
- 2016 GO285
- 2016 GS285
- 2016 GV285
- 2016 GY285
- 2016 GA286
- 2016 GC286
- 2016 GD286
- 2016 GE286
- 2016 GH286
- 2016 GJ286
- 2016 GK286
- 2016 GL286
- 2016 GO286
- 2016 GP286
- 2016 GQ286
- 2016 GS286
- 2016 GT286
- 2016 GU286
- 2016 GV286
- 2016 GW286
- 2016 GX286
- 2016 GY286
- 2016 GZ286
- 2016 GA287
- 2016 GB287
- 2016 GC287
- 2016 GD287
- 2016 GE287
- 2016 GF287
- 2016 GG287
- 2016 GH287
- 2016 GJ287
- 2016 GK287
- 2016 GN287
- 2016 GO287
- 2016 GP287
- 2016 GQ287
- 2016 GR287
- 2016 GS287
- 2016 GT287
- 2016 GU287
- 2016 GV287
- 2016 GW287
- 2016 GX287
- 2016 GZ287
- 2016 GA288
- 2016 GB288
- 2016 GD288
- 2016 GM288
- 2016 GQ288
- 2016 GS288
- 2016 GT288
- 2016 GU288
- 2016 GV288
- 2016 GX288
- 2016 GY288
- 2016 GZ288
- 2016 GA289
- 2016 GB289
- 2016 GC289
- 2016 GD289
- 2016 GE289
- 2016 GF289
- 2016 GG289
- 2016 GH289
- 2016 GJ289
- 2016 GL289
- 2016 GM289
- 2016 GN289
- 2016 GO289
- 2016 GP289
- 2016 GQ289
- 2016 GR289
- 2016 GU289
- 2016 GV289
- 2016 GW289
- 2016 GY289
- 2016 GZ289
- 2016 GA290
- 2016 GB290
- 2016 GC290
- 2016 GD290
- 2016 GF290
- 2016 GG290
- 2016 GJ290
- 2016 GK290
- 2016 GM290
- 2016 GN290
- 2016 GQ290
- 2016 GR290
- 2016 GS290
- 2016 GU290
- 2016 GV290
- 2016 GB291
- 2016 GC291
- 2016 GE291
- 2016 GF291
- 2016 GG291
- 2016 GH291
- 2016 GK291
- 2016 GN291
- 2016 GO291
- 2016 GT291
- 2016 GU291
- 2016 GV291
- 2016 GW291
- 2016 GY291
- 2016 GA292
- 2016 GC292
- 2016 GE292
- 2016 GF292
- 2016 GG292
- 2016 GH292
- 2016 GJ292
- 2016 GK292
- 2016 GL292
- 2016 GM292
- 2016 GN292
- 2016 GO292
- 2016 GP292
- 2016 GQ292
- 2016 GR292
- 2016 GS292
- 2016 GT292
- 2016 GU292
- 2016 GV292
- 2016 GW292
- 2016 GX292
- 2016 GY292
- 2016 GZ292
- 2016 GA293
- 2016 GB293
- 2016 GC293
- 2016 GD293
- 2016 GE293
- 2016 GF293
- 2016 GG293
- 2016 GH293
- 2016 GJ293
- 2016 GK293
- 2016 GL293
- 2016 GN293
- 2016 GO293
- 2016 GP293
- 2016 GQ293
- 2016 GR293
- 2016 GS293
- 2016 GU293
- 2016 GV293
- 2016 GW293
- 2016 GX293
- 2016 GY293
- 2016 GZ293
- 2016 GA294
- 2016 GB294
- 2016 GD294
- 2016 GE294
- 2016 GF294
- 2016 GJ294
- 2016 GK294
- 2016 GL294
- 2016 GM294
- 2016 GN294
- 2016 GO294
- 2016 GQ294
- 2016 GR294
- 2016 GS294
- 2016 GT294
- 2016 GV294
- 2016 GW294
- 2016 GX294
- 2016 GZ294
- 2016 GA295
- 2016 GB295
- 2016 GC295
- 2016 GD295
- 2016 GE295
- 2016 GF295
- 2016 GG295
- 2016 GH295
- 2016 GK295
- 2016 GL295
- 2016 GN295
- 2016 GP295
- 2016 GQ295
- 2016 GR295
- 2016 GS295
- 2016 GT295
- 2016 GU295
- 2016 GW295
- 2016 GX295
- 2016 GY295
- 2016 GA296
- 2016 GC296
- 2016 GD296
- 2016 GE296
- 2016 GF296
- 2016 GG296
- 2016 GH296
- 2016 GJ296
- 2016 GK296
- 2016 GL296
- 2016 GM296
- 2016 GN296
- 2016 GO296
- 2016 GQ296
- 2016 GS296
- 2016 GV296
- 2016 GW296
- 2016 GX296
- 2016 GZ296
- 2016 GA297
- 2016 GC297
- 2016 GD297
- 2016 GF297
- 2016 GG297
- 2016 GH297
- 2016 GK297
- 2016 GL297
- 2016 GM297
- 2016 GO297
- 2016 GP297
- 2016 GR297
- 2016 GU297
- 2016 GV297
- 2016 GY297
- 2016 GZ297
- 2016 GB298
- 2016 GE298
- 2016 GH298
- 2016 GJ298
- 2016 GK298
- 2016 GL298
- 2016 GM298
- 2016 GN298
- 2016 GP298
- 2016 GR298
- 2016 GS298
- 2016 GV298
- 2016 GW298
- 2016 GA299
- 2016 GB299
- 2016 GC299
- 2016 GE299
- 2016 GG299
- 2016 GH299
- 2016 GL299
- 2016 GM299
- 2016 GN299
- 2016 GO299
- 2016 GP299
- 2016 GQ299
- 2016 GT299
- 2016 GU299
- 2016 GV299
- 2016 GW299
- 2016 GX299
- 2016 GY299
- 2016 GZ299
- 2016 GC300
- 2016 GD300
- 2016 GE300
- 2016 GF300
- 2016 GG300
- 2016 GH300
- 2016 GJ300
- 2016 GK300
- 2016 GM300
- 2016 GN300
- 2016 GO300
- 2016 GP300
- 2016 GT300
- 2016 GU300
- 2016 GV300
- 2016 GW300
- 2016 GX300
- 2016 GY300
- 2016 GZ300
- 2016 GA301
- 2016 GB301
- 2016 GC301
- 2016 GD301
- 2016 GE301
- 2016 GF301
- 2016 GG301
- 2016 GH301
- 2016 GL301
- 2016 GN301
- 2016 GQ301
- 2016 GT301
- 2016 GU301
- 2016 GV301
- 2016 GW301
- 2016 GA302
- 2016 GB302
- 2016 GE302
- 2016 GK302
- 2016 GL302
- 2016 GM302
- 2016 GN302
- 2016 GO302
- 2016 GP302
- 2016 GQ302
- 2016 GR302
- 2016 GU302
- 2016 GY302
- 2016 GZ302
- 2016 GB303
- 2016 GC303
- 2016 GD303
- 2016 GE303
- 2016 GF303
- 2016 GG303
- 2016 GJ303
- 2016 GK303
- 2016 GM303
- 2016 GN303
- 2016 GP303
- 2016 GQ303
- 2016 GS303
- 2016 GT303
- 2016 GU303
- 2016 GV303
- 2016 GW303
- 2016 GX303
- 2016 GY303
- 2016 GZ303
- 2016 GA304
- 2016 GB304
- 2016 GC304
- 2016 GD304
- 2016 GF304
- 2016 GH304
- 2016 GK304
- 2016 GL304
- 2016 GM304
- 2016 GN304
- 2016 GP304
- 2016 GQ304
- 2016 GT304
- 2016 GU304
- 2016 GW304
- 2016 GX304
- 2016 GZ304
- 2016 GB305
- 2016 GD305
- 2016 GE305
- 2016 GF305
- 2016 GG305
- 2016 GH305
- 2016 GJ305
- 2016 GL305
- 2016 GM305
- 2016 GN305
- 2016 GT305
- 2016 GU305
- 2016 GV305
- 2016 GX305
- 2016 GY305
- 2016 GZ305
- 2016 GB306
- 2016 GC306
- 2016 GE306
- 2016 GF306
- 2016 GG306
- 2016 GH306
- 2016 GL306
- 2016 GM306
- 2016 GN306
- 2016 GO306
- 2016 GP306
- 2016 GQ306
- 2016 GV306
- 2016 GY306
- 2016 GA307
- 2016 GB307
- 2016 GC307
- 2016 GD307
- 2016 GE307
- 2016 GH307
- 2016 GJ307
- 2016 GK307
- 2016 GL307
- 2016 GM307
- 2016 GP307
- 2016 GR307
- 2016 GS307
- 2016 GT307
- 2016 GV307
- 2016 GW307
- 2016 GX307
- 2016 GY307
- 2016 GZ307
- 2016 GB308
- 2016 GD308
- 2016 GE308
- 2016 GF308
- 2016 GG308
- 2016 GH308
- 2016 GJ308
- 2016 GK308
- 2016 GL308
- 2016 GQ308
- 2016 GR308
- 2016 GS308
- 2016 GT308
- 2016 GV308
- 2016 GX308
- 2016 GY308
- 2016 GA309
- 2016 GC309
- 2016 GD309
- 2016 GE309
- 2016 GG309
- 2016 GH309
- 2016 GJ309
- 2016 GK309
- 2016 GL309
- 2016 GN309
- 2016 GP309
- 2016 GQ309
- 2016 GR309
- 2016 GS309
- 2016 GT309
- 2016 GU309
- 2016 GV309
- 2016 GW309
- 2016 GX309
- 2016 GY309
- 2016 GA310
- 2016 GB310
- 2016 GC310
- 2016 GF310
- 2016 GH310
- 2016 GJ310
- 2016 GK310
- 2016 GL310
- 2016 GM310
- 2016 GN310
- 2016 GO310
- 2016 GP310
- 2016 GQ310
- 2016 GR310
- 2016 GT310
- 2016 GV310
- 2016 GX310
- 2016 GZ310
- 2016 GA311
- 2016 GE311
- 2016 GF311
- 2016 GG311
- 2016 GH311
- 2016 GJ311
- 2016 GK311
- 2016 GM311
- 2016 GN311
- 2016 GO311
- 2016 GP311
- 2016 GU311
- 2016 GV311
- 2016 GW311
- 2016 GX311
- 2016 GZ311
- 2016 GB312
- 2016 GD312
- 2016 GE312
- 2016 GF312
- 2016 GG312
- 2016 GJ312
- 2016 GN312
- 2016 GO312
- 2016 GP312
- 2016 GQ312
- 2016 GR312
- 2016 GS312
- 2016 GT312
- 2016 GU312
- 2016 GV312
- 2016 GW312
- 2016 GY312
- 2016 GZ312
- 2016 GA313
- 2016 GC313
- 2016 GD313
- 2016 GE313
- 2016 GG313
- 2016 GH313
- 2016 GJ313
- 2016 GK313
- 2016 GL313
- 2016 GM313
- 2016 GN313
- 2016 GO313
- 2016 GQ313
- 2016 GR313
- 2016 GS313
- 2016 GT313
- 2016 GU313
- 2016 GV313
- 2016 GW313
- 2016 GX313
- 2016 GY313
- 2016 GZ313
- 2016 GA314
- 2016 GC314
- 2016 GD314
- 2016 GE314
- 2016 GG314
- 2016 GH314
- 2016 GJ314
- 2016 GK314
- 2016 GL314
- 2016 GM314
- 2016 GN314
- 2016 GO314
- 2016 GP314
- 2016 GQ314
- 2016 GR314
- 2016 GS314
- 2016 GT314
- 2016 GU314
- 2016 GV314
- 2016 GX314
- 2016 GY314
- 2016 GZ314
- 2016 GA315
- 2016 GC315
- 2016 GD315
- 2016 GE315
- 2016 GF315
- 2016 GG315
- 2016 GH315
- 2016 GJ315
- 2016 GK315
- 2016 GM315
- 2016 GP315
- 2016 GQ315
- 2016 GR315
- 2016 GS315
- 2016 GT315
- 2016 GU315
- 2016 GV315
- 2016 GW315
- 2016 GX315
- 2016 GY315
- 2016 GZ315
- 2016 GD316
- 2016 GE316
- 2016 GF316
- 2016 GG316
- 2016 GH316
- 2016 GJ316
- 2016 GK316
- 2016 GL316
- 2016 GM316
- 2016 GN316
- 2016 GO316
- 2016 GP316
- 2016 GQ316
- 2016 GR316
- 2016 GU316
- 2016 GW316
- 2016 GX316
- 2016 GY316
- 2016 GZ316
- 2016 GA317
- 2016 GD317
- 2016 GE317
- 2016 GG317
- 2016 GK317
- 2016 GL317
- 2016 GN317
- 2016 GP317
- 2016 GQ317
- 2016 GS317
- 2016 GT317
- 2016 GV317
- 2016 GW317
- 2016 GX317
- 2016 GY317
- 2016 GZ317
- 2016 GA318
- 2016 GB318
- 2016 GC318
- 2016 GD318
- 2016 GE318
- 2016 GF318
- 2016 GG318
- 2016 GH318
- 2016 GJ318
- 2016 GL318
- 2016 GM318
- 2016 GN318
- 2016 GO318
- 2016 GP318
- 2016 GQ318
- 2016 GR318
- 2016 GS318
- 2016 GU318
- 2016 GV318
- 2016 GX318
- 2016 GY318
- 2016 GZ318
- 2016 GA319
- 2016 GF319
- 2016 GG319
- 2016 GH319
- 2016 GJ319
- 2016 GK319
- 2016 GL319
- 2016 GM319
- 2016 GN319
- 2016 GO319
- 2016 GP319
- 2016 GQ319
- 2016 GR319
- 2016 GT319
- 2016 GU319
- 2016 GV319
- 2016 GX319
- 2016 GZ319
- 2016 GA320
- 2016 GC320
- 2016 GD320
- 2016 GE320
- 2016 GF320
- 2016 GG320
- 2016 GH320
- 2016 GJ320
- 2016 GK320
- 2016 GL320
- 2016 GN320
- 2016 GO320
- 2016 GP320
- 2016 GQ320
- 2016 GR320
- 2016 GT320
- 2016 GV320
- 2016 GW320
- 2016 GX320
- 2016 GY320
- 2016 GZ320
- 2016 GB321
- 2016 GC321
- 2016 GD321
- 2016 GE321
- 2016 GF321
- 2016 GG321
- 2016 GH321
- 2016 GJ321
- 2016 GK321
- 2016 GN321
- 2016 GO321
- 2016 GQ321
- 2016 GR321
- 2016 GS321
- 2016 GT321
- 2016 GU321
- 2016 GV321
- 2016 GW321
- 2016 GX321
- 2016 GY321
- 2016 GZ321
- 2016 GA322
- 2016 GB322
- 2016 GC322
- 2016 GD322
- 2016 GF322
- 2016 GG322
- 2016 GH322
- 2016 GJ322
- 2016 GK322
- 2016 GL322
- 2016 GN322
- 2016 GO322
- 2016 GP322
- 2016 GQ322
- 2016 GR322
- 2016 GS322
- 2016 GT322
- 2016 GU322
- 2016 GV322
- 2016 GX322
- 2016 GY322
- 2016 GZ322
- 2016 GA323
- 2016 GB323
- 2016 GC323
- 2016 GD323
- 2016 GE323
- 2016 GF323
- 2016 GJ323
- 2016 GK323
- 2016 GL323
- 2016 GN323
- 2016 GO323
- 2016 GQ323
- 2016 GR323
- 2016 GS323
- 2016 GT323
- 2016 GV323
- 2016 GX323
- 2016 GY323
- 2016 GZ323
- 2016 GA324
- 2016 GB324
- 2016 GC324
- 2016 GD324
- 2016 GE324
- 2016 GF324
- 2016 GG324
- 2016 GJ324
- 2016 GK324
- 2016 GL324
- 2016 GM324
- 2016 GN324
- 2016 GO324
- 2016 GP324
- 2016 GR324
- 2016 GS324
- 2016 GT324
- 2016 GU324
- 2016 GV324
- 2016 GW324
- 2016 GX324
- 2016 GY324
- 2016 GZ324
- 2016 GA325
- 2016 GC325
- 2016 GD325
- 2016 GE325
- 2016 GF325
- 2016 GG325
- 2016 GH325
- 2016 GJ325
- 2016 GL325
- 2016 GM325
- 2016 GN325
- 2016 GO325
- 2016 GQ325
- 2016 GR325
- 2016 GS325
- 2016 GT325
- 2016 GW325
- 2016 GX325
- 2016 GY325
- 2016 GZ325
- 2016 GA326
- 2016 GB326
- 2016 GC326
- 2016 GD326
- 2016 GE326
- 2016 GF326
- 2016 GG326
- 2016 GH326
- 2016 GJ326
- 2016 GK326
- 2016 GL326
- 2016 GM326
- 2016 GN326
- 2016 GO326
- 2016 GP326
- 2016 GQ326
- 2016 GR326
- 2016 GS326
- 2016 GT326
- 2016 GU326
- 2016 GV326
- 2016 GW326
- 2016 GX326
- 2016 GY326
- 2016 GZ326
- 2016 GA327
- 2016 GB327
- 2016 GD327
- 2016 GE327
- 2016 GG327
- 2016 GH327
- 2016 GJ327
- 2016 GK327
- 2016 GL327
- 2016 GM327
- 2016 GN327
- 2016 GO327
- 2016 GP327
- 2016 GQ327
- 2016 GR327
- 2016 GS327
- 2016 GT327
- 2016 GU327
- 2016 GV327
- 2016 GW327
- 2016 GX327
- 2016 GY327
- 2016 GZ327
- 2016 GA328
- 2016 GB328
- 2016 GC328
- 2016 GD328
- 2016 GF328
- 2016 GG328
- 2016 GH328
- 2016 GJ328
- 2016 GK328
- 2016 GL328
- 2016 GM328
- 2016 GN328
- 2016 GO328
- 2016 GP328
- 2016 GQ328
- 2016 GR328
- 2016 GS328
- 2016 GT328
- 2016 GU328
- 2016 GV328
- 2016 GW328
- 2016 GX328
- 2016 GY328
- 2016 GZ328
- 2016 GA329
- 2016 GB329
- 2016 GC329
- 2016 GD329
- 2016 GE329
- 2016 GF329
- 2016 GG329
- 2016 GH329
- 2016 GJ329
- 2016 GK329
- 2016 GL329
- 2016 GM329
- 2016 GN329
- 2016 GO329
- 2016 GP329
- 2016 GQ329
- 2016 GR329
- 2016 GS329
- 2016 GT329
- 2016 GU329
- 2016 GX329
- 2016 GY329
- 2016 GZ329
- 2016 GB330
- 2016 GC330
- 2016 GD330
- 2016 GE330
- 2016 GF330
- 2016 GG330
- 2016 GH330
- 2016 GJ330
- 2016 GK330
- 2016 GL330
- 2016 GM330
- 2016 GN330
- 2016 GO330
- 2016 GP330
- 2016 GQ330
- 2016 GR330
- 2016 GS330
- 2016 GT330
- 2016 GU330
- 2016 GW330
- 2016 GX330
- 2016 GY330
- 2016 GZ330
- 2016 GA331
- 2016 GB331
- 2016 GC331
- 2016 GD331
- 2016 GE331
- 2016 GF331
- 2016 GG331
- 2016 GH331
- 2016 GK331
- 2016 GL331
- 2016 GM331
- 2016 GN331
- 2016 GO331
- 2016 GQ331
- 2016 GR331
- 2016 GS331
- 2016 GU331
- 2016 GV331
- 2016 GW331
- 2016 GX331
- 2016 GY331
- 2016 GZ331
- 2016 GA332
- 2016 GB332
- 2016 GC332
- 2016 GD332
- 2016 GE332
- 2016 GF332
- 2016 GG332
- 2016 GH332
- 2016 GJ332
- 2016 GK332
- 2016 GL332
- 2016 GM332
- 2016 GN332
- 2016 GO332
- 2016 GP332
- 2016 GQ332
- 2016 GR332
- 2016 GS332
- 2016 GT332
- 2016 GU332
- 2016 GV332
- 2016 GW332
- 2016 GX332
- 2016 GY332
- 2016 GZ332
- 2016 GA333
- 2016 GB333
- 2016 GC333
- 2016 GE333
- 2016 GF333
- 2016 GG333
- 2016 GH333
- 2016 GJ333
- 2016 GK333
- 2016 GM333
- 2016 GO333
- 2016 GP333
- 2016 GR333
- 2016 GT333
- 2016 GU333
- 2016 GV333
- 2016 GW333
- 2016 GX333
- 2016 GY333
- 2016 GZ333
- 2016 GA334
- 2016 GB334
- 2016 GC334
- 2016 GD334
- 2016 GE334
- 2016 GF334
- 2016 GH334
- 2016 GJ334
- 2016 GK334
- 2016 GL334
- 2016 GM334
- 2016 GN334
- 2016 GO334
- 2016 GP334
- 2016 GQ334
- 2016 GU334
- 2016 GW334
- 2016 GY334
- 2016 GZ334
- 2016 GA335
- 2016 GB335
- 2016 GD335
- 2016 GE335
- 2016 GF335
- 2016 GG335
- 2016 GH335
- 2016 GJ335
- 2016 GK335
- 2016 GL335
- 2016 GM335
- 2016 GN335
- 2016 GO335
- 2016 GP335
- 2016 GQ335
- 2016 GR335
- 2016 GS335
- 2016 GT335
- 2016 GU335
- 2016 GV335
- 2016 GW335
- 2016 GX335
- 2016 GY335
- 2016 GZ335
- 2016 GA336
- 2016 GB336
- 2016 GC336
- 2016 GD336
- 2016 GE336
- 2016 GF336
- 2016 GG336
- 2016 GH336
- 2016 GJ336
- 2016 GK336
- 2016 GL336
- 2016 GM336
- 2016 GN336
- 2016 GO336
- 2016 GP336
- 2016 GR336
- 2016 GS336
- 2016 GT336
- 2016 GU336
- 2016 GV336
- 2016 GW336
- 2016 GX336
- 2016 GY336
- 2016 GZ336
- 2016 GA337
- 2016 GB337
- 2016 GC337
- 2016 GD337
- 2016 GE337
- 2016 GF337
- 2016 GG337
- 2016 GH337
- 2016 GJ337
- 2016 GK337
- 2016 GL337
- 2016 GM337
- 2016 GN337
- 2016 GO337
- 2016 GQ337
- 2016 GS337
- 2016 GT337
- 2016 GU337
- 2016 GV337
- 2016 GW337
- 2016 GY337
- 2016 GZ337
- 2016 GA338
- 2016 GB338
- 2016 GC338
- 2016 GD338
- 2016 GE338
- 2016 GF338
- 2016 GG338
- 2016 GH338
- 2016 GJ338
- 2016 GK338
- 2016 GM338
- 2016 GN338
- 2016 GO338
- 2016 GP338
- 2016 GQ338
- 2016 GR338
- 2016 GT338
- 2016 GV338
- 2016 GW338
- 2016 GX338
- 2016 GY338
- 2016 GZ338
- 2016 GA339
- 2016 GB339
- 2016 GC339
- 2016 GD339
- 2016 GE339
- 2016 GF339
- 2016 GG339
- 2016 GH339
- 2016 GJ339
- 2016 GK339
- 2016 GL339
- 2016 GM339
- 2016 GN339
- 2016 GO339
- 2016 GP339
- 2016 GQ339
- 2016 GR339
- 2016 GS339
- 2016 GT339
- 2016 GU339
- 2016 GV339
- 2016 GW339
- 2016 GX339
- 2016 GY339
- 2016 GZ339
- 2016 GA340
- 2016 GB340
- 2016 GC340
- 2016 GE340
- 2016 GF340
- 2016 GG340
- 2016 GH340
- 2016 GJ340
- 2016 GL340
- 2016 GM340
- 2016 GO340
- 2016 GQ340
- 2016 GS340
- 2016 GT340
- 2016 GU340
- 2016 GV340
- 2016 GW340
- 2016 GX340
- 2016 GY340
- 2016 GA341
- 2016 GB341
- 2016 GC341
- 2016 GD341
- 2016 GE341
- 2016 GF341
- 2016 GG341
- 2016 GK341
- 2016 GL341
- 2016 GM341
- 2016 GO341
- 2016 GP341
- 2016 GQ341
- 2016 GR341
- 2016 GS341
- 2016 GV341
- 2016 GW341
- 2016 GX341
- 2016 GY341
- 2016 GZ341
- 2016 GA342
- 2016 GB342
- 2016 GC342
- 2016 GD342
- 2016 GE342
- 2016 GG342
- 2016 GH342
- 2016 GJ342
- 2016 GK342
- 2016 GL342
- 2016 GM342
- 2016 GN342
- 2016 GO342
- 2016 GP342
- 2016 GQ342
- 2016 GR342
- 2016 GS342
- 2016 GT342
- 2016 GU342
- 2016 GW342
- 2016 GX342
- 2016 GY342
- 2016 GZ342
- 2016 GA343
- 2016 GB343
- 2016 GC343
- 2016 GD343
- 2016 GE343
- 2016 GF343
- 2016 GG343
- 2016 GH343
- 2016 GK343
- 2016 GL343
- 2016 GN343
- 2016 GO343
- 2016 GP343
- 2016 GQ343
- 2016 GS343
- 2016 GW343
- 2016 GX343
- 2016 GY343
- 2016 GZ343
- 2016 GA344
- 2016 GC344
- 2016 GD344
- 2016 GE344
- 2016 GF344
- 2016 GG344
- 2016 GH344
- 2016 GK344
- 2016 GL344
- 2016 GM344
- 2016 GP344
- 2016 GQ344
- 2016 GR344
- 2016 GS344
- 2016 GT344
- 2016 GU344
- 2016 GV344
- 2016 GW344
- 2016 GZ344
- 2016 GB345
- 2016 GC345
- 2016 GF345
- 2016 GG345
- 2016 GH345
- 2016 GJ345
- 2016 GL345
- 2016 GM345
- 2016 GN345
- 2016 GO345
- 2016 GQ345
- 2016 GR345
- 2016 GS345
- 2016 GT345
- 2016 GU345
- 2016 GV345
- 2016 GW345
- 2016 GX345
- 2016 GZ345
- 2016 GA346
- 2016 GB346
- 2016 GD346
- 2016 GE346
- 2016 GF346
- 2016 GG346
- 2016 GH346
- 2016 GJ346
- 2016 GL346
- 2016 GP346
- 2016 GQ346
- 2016 GR346
- 2016 GT346
- 2016 GU346
- 2016 GV346
- 2016 GW346
- 2016 GX346
- 2016 GY346
- 2016 GZ346
- 2016 GA347
- 2016 GB347
- 2016 GC347
- 2016 GE347
- 2016 GG347
- 2016 GH347
- 2016 GJ347
- 2016 GK347
- 2016 GL347
- 2016 GM347
- 2016 GN347
- 2016 GO347
- 2016 GP347
- 2016 GQ347
- 2016 GS347
- 2016 GU347
- 2016 GV347
- 2016 GW347
- 2016 GX347
- 2016 GY347
- 2016 GZ347
- 2016 GA348
- 2016 GB348
- 2016 GC348
- 2016 GD348
- 2016 GE348
- 2016 GF348
- 2016 GG348
- 2016 GK348
- 2016 GL348
- 2016 GM348
- 2016 GN348
- 2016 GO348
- 2016 GP348
- 2016 GQ348
- 2016 GR348
- 2016 GS348
- 2016 GT348
- 2016 GU348
- 2016 GV348
- 2016 GW348
- 2016 GX348
- 2016 GY348
- 2016 GZ348
- 2016 GA349
- 2016 GB349
- 2016 GC349
- 2016 GD349
- 2016 GE349
- 2016 GF349
- 2016 GG349
- 2016 GH349
- 2016 GJ349
- 2016 GK349
- 2016 GL349
- 2016 GM349
- 2016 GN349
- 2016 GO349
- 2016 GP349
- 2016 GQ349
- 2016 GR349
- 2016 GS349
- 2016 GT349
- 2016 GU349
- 2016 GV349
- 2016 GW349
- 2016 GX349
- 2016 GY349
- 2016 GZ349
- 2016 GA350
- 2016 GB350
- 2016 GC350
- 2016 GD350
- 2016 GE350
- 2016 GF350
- 2016 GG350
- 2016 GH350
- 2016 GJ350
- 2016 GK350
- 2016 GL350
- 2016 GM350
- 2016 GN350
- 2016 GO350
- 2016 GP350
- 2016 GQ350
- 2016 GR350
- 2016 GS350
- 2016 GT350
- 2016 GU350
- 2016 GV350
- 2016 GX350
- 2016 GY350
- 2016 GZ350
- 2016 GA351
- 2016 GB351
- 2016 GC351
- 2016 GD351
- 2016 GE351
- 2016 GF351
- 2016 GG351
- 2016 GH351
- 2016 GJ351
- 2016 GK351
- 2016 GL351
- 2016 GM351
- 2016 GN351
- 2016 GO351
- 2016 GP351
- 2016 GQ351
- 2016 GR351
- 2016 GS351
- 2016 GT351
- 2016 GV351
- 2016 GW351
- 2016 GX351
- 2016 GY351
- 2016 GZ351
- 2016 GA352
- 2016 GB352
- 2016 GC352
- 2016 GD352
- 2016 GE352
- 2016 GF352
- 2016 GG352
- 2016 GH352
- 2016 GJ352
- 2016 GK352
- 2016 GL352
- 2016 GM352
- 2016 GN352
- 2016 GO352
- 2016 GP352
- 2016 GQ352
- 2016 GR352
- 2016 GS352
- 2016 GT352
- 2016 GV352
- 2016 GW352
- 2016 GX352
- 2016 GY352
- 2016 GZ352
- 2016 GA353
- 2016 GB353
- 2016 GC353
- 2016 GD353
- 2016 GE353
- 2016 GF353
- 2016 GG353
- 2016 GH353
- 2016 GJ353
- 2016 GK353
- 2016 GL353
- 2016 GM353
- 2016 GN353
- 2016 GO353
- 2016 GP353
- 2016 GQ353
- 2016 GR353
- 2016 GS353
- 2016 GT353
- 2016 GU353
- 2016 GV353
- 2016 GW353
- 2016 GX353
- 2016 GY353
- 2016 GZ353
- 2016 GA354
- 2016 GB354
- 2016 GC354
- 2016 GD354
- 2016 GE354
- 2016 GF354
- 2016 GG354
- 2016 GH354
- 2016 GJ354
- 2016 GK354
- 2016 GL354
- 2016 GM354
- 2016 GN354
- 2016 GO354
- 2016 GP354
- 2016 GQ354
- 2016 GR354
- 2016 GS354
- 2016 GT354
- 2016 GU354
- 2016 GV354
- 2016 GW354
- 2016 GX354
- 2016 GY354
- 2016 GZ354
- 2016 GA355
- 2016 GB355
- 2016 GC355
- 2016 GD355
- 2016 GE355
- 2016 GF355
- 2016 GG355
- 2016 GH355
- 2016 GJ355
- 2016 GK355
- 2016 GL355
- 2016 GM355
- 2016 GO355
- 2016 GQ355
- 2016 GR355
- 2016 GS355
- 2016 GT355
- 2016 GU355
- 2016 GV355
- 2016 GW355
- 2016 GX355
- 2016 GY355
- 2016 GB356
- 2016 GC356
- 2016 GD356
- 2016 GE356
- 2016 GF356
- 2016 GG356
- 2016 GH356
- 2016 GJ356
- 2016 GK356
- 2016 GL356
- 2016 GM356
- 2016 GN356
- 2016 GO356
- 2016 GR356
- 2016 GT356
- 2016 GU356
- 2016 GV356
- 2016 GW356
- 2016 GX356
- 2016 GY356
- 2016 GZ356
- 2016 GA357
- 2016 GB357
- 2016 GD357
- 2016 GE357
- 2016 GG357
- 2016 GH357
- 2016 GJ357
- 2016 GK357
- 2016 GN357
- 2016 GO357
- 2016 GQ357
- 2016 GR357
- 2016 GS357
- 2016 GT357
- 2016 GU357
- 2016 GV357
- 2016 GW357
- 2016 GX357
- 2016 GY357
- 2016 GZ357
- 2016 GA358
- 2016 GB358
- 2016 GD358
- 2016 GE358
- 2016 GF358
- 2016 GG358
- 2016 GH358
- 2016 GJ358
- 2016 GK358
- 2016 GL358
- 2016 GM358
- 2016 GN358
- 2016 GO358
- 2016 GP358
- 2016 GQ358
- 2016 GR358
- 2016 GS358
- 2016 GT358
- 2016 GU358
- 2016 GV358
- 2016 GX358
- 2016 GZ358
- 2016 GA359
- 2016 GB359
- 2016 GC359
- 2016 GE359
- 2016 GF359
- 2016 GH359
- 2016 GM359
- 2016 GP359
- 2016 GQ359
- 2016 GR359
- 2016 GS359
- 2016 GT359
- 2016 GV359
- 2016 GW359
- 2016 GY359
- 2016 GA360
- 2016 GD360
- 2016 GE360
- 2016 GF360
- 2016 GJ360
- 2016 GK360
- 2016 GL360
- 2016 GM360
- 2016 GO360
- 2016 GP360
- 2016 GQ360
- 2016 GR360
- 2016 GS360
- 2016 GT360
- 2016 GU360
- 2016 GV360
- 2016 GW360
- 2016 GX360
- 2016 GY360
- 2016 GZ360
- 2016 GA361
- 2016 GB361
- 2016 GC361
- 2016 GD361
- 2016 GE361
- 2016 GF361
- 2016 GG361
- 2016 GH361
- 2016 GJ361
- 2016 GK361
- 2016 GL361
- 2016 GM361
- 2016 GN361
- 2016 GO361
- 2016 GP361
- 2016 GQ361
- 2016 GS361
- 2016 GT361
- 2016 GU361
- 2016 GV361
- 2016 GW361
- 2016 GX361
- 2016 GY361
- 2016 GZ361
- 2016 GA362
- 2016 GB362
- 2016 GC362
- 2016 GD362
- 2016 GE362
- 2016 GF362
- 2016 GG362
- 2016 GH362
- 2016 GJ362
- 2016 GK362
- 2016 GL362
- 2016 GM362
- 2016 GN362
- 2016 GO362
- 2016 GP362
- 2016 GQ362
- 2016 GR362
- 2016 GS362
- 2016 GT362
- 2016 GU362
- 2016 GV362
- 2016 GW362
- 2016 GX362
- 2016 GY362
- 2016 GZ362
- 2016 GA363
- 2016 GB363
- 2016 GC363
- 2016 GD363
- 2016 GE363
- 2016 GF363
- 2016 GG363
- 2016 GH363
- 2016 GJ363
- 2016 GK363
- 2016 GL363
- 2016 GM363
- 2016 GN363
- 2016 GO363
- 2016 GP363
- 2016 GQ363
- 2016 GS363
- 2016 GT363
- 2016 GU363
- 2016 GV363
- 2016 GW363
- 2016 GX363
- 2016 GY363
- 2016 GZ363
- 2016 GA364
- 2016 GB364
- 2016 GC364
- 2016 GD364
- 2016 GE364
- 2016 GF364
- 2016 GG364
- 2016 GH364
- 2016 GJ364
- 2016 GK364
- 2016 GL364
- 2016 GM364
- 2016 GN364
- 2016 GO364
- 2016 GP364
- 2016 GQ364
- 2016 GR364
- 2016 GS364
- 2016 GT364
- 2016 GU364
- 2016 GV364
- 2016 GW364
- 2016 GX364
- 2016 GY364
- 2016 GZ364
- 2016 GA365
- 2016 GB365
- 2016 GC365
- 2016 GD365
- 2016 GE365
- 2016 GF365
- 2016 GG365
- 2016 GH365
- 2016 GJ365
- 2016 GK365
- 2016 GL365
- 2016 GM365
- 2016 GN365
- 2016 GO365
- 2016 GP365
- 2016 GQ365
- 2016 GR365
- 2016 GS365
- 2016 GT365
- 2016 GU365
- 2016 GV365
- 2016 GW365
- 2016 GX365
- 2016 GY365
- 2016 GZ365
- 2016 GA366
- 2016 GB366
- 2016 GC366
- 2016 GE366
- 2016 GF366
- 2016 GG366
- 2016 GH366
- 2016 GJ366
- 2016 GL366
- 2016 GM366
- 2016 GN366
- 2016 GO366
- 2016 GP366
- 2016 GQ366
- 2016 GR366
- 2016 GS366
- 2016 GT366
- 2016 GU366
- 2016 GV366
- 2016 GW366
- 2016 GX366
- 2016 GY366
- 2016 GZ366
- 2016 GA367
- 2016 GB367
- 2016 GC367
- 2016 GD367
- 2016 GE367
- 2016 GF367
- 2016 GG367
- 2016 GH367
- 2016 GK367
- 2016 GL367
- 2016 GM367
- 2016 GN367
- 2016 GO367
- 2016 GP367
- 2016 GQ367
- 2016 GR367
- 2016 GS367
- 2016 GT367
- 2016 GU367
- 2016 GV367
- 2016 GW367
- 2016 GX367
- 2016 GY367
- 2016 GZ367
- 2016 GA368
- 2016 GB368
- 2016 GC368
- 2016 GD368
- 2016 GE368
- 2016 GF368
- 2016 GG368
- 2016 GH368
- 2016 GJ368
- 2016 GK368
- 2016 GL368
- 2016 GM368
- 2016 GO368
- 2016 GP368
- 2016 GQ368
- 2016 GR368
- 2016 GS368
- 2016 GT368
- 2016 GU368
- 2016 GV368
- 2016 GW368
- 2016 GX368
- 2016 GY368
- 2016 GZ368
- 2016 GA369
- 2016 GC369
- 2016 GD369
- 2016 GE369
- 2016 GF369
- 2016 GG369
- 2016 GH369
- 2016 GJ369
- 2016 GK369
- 2016 GL369
- 2016 GM369
- 2016 GN369
- 2016 GO369
- 2016 GP369
- 2016 GQ369
- 2016 GR369
- 2016 GS369
- 2016 GT369
- 2016 GU369
- 2016 GV369
- 2016 GW369
- 2016 GX369
- 2016 GY369
- 2016 GZ369
- 2016 GA370
- 2016 GB370
- 2016 GC370
- 2016 GD370
- 2016 GE370
- 2016 GG370
- 2016 GH370
- 2016 GJ370
- 2016 GK370
- 2016 GL370
- 2016 GP370
- 2016 GQ370
- 2016 GR370
- 2016 GS370
- 2016 GT370
- 2016 GU370
- 2016 GW370
- 2016 GX370
- 2016 GY370
- 2016 GZ370
- 2016 GA371
- 2016 GB371
- 2016 GC371
- 2016 GD371
- 2016 GE371
- 2016 GF371
- 2016 GG371
- 2016 GH371
- 2016 GJ371
- 2016 GK371
- 2016 GL371
- 2016 GM371
- 2016 GN371
- 2016 GO371
- 2016 GP371
- 2016 GQ371
- 2016 GR371
- 2016 GS371
- 2016 GT371
- 2016 GU371
- 2016 GV371
- 2016 GW371
- 2016 GX371
- 2016 GY371
- 2016 GZ371
- 2016 GB372
- 2016 GC372
- 2016 GD372
- 2016 GE372
- 2016 GF372
- 2016 GG372
- 2016 GJ372
- 2016 GK372
- 2016 GL372
- 2016 GM372
- 2016 GN372
- 2016 GO372
- 2016 GP372
- 2016 GQ372
- 2016 GR372
- 2016 GS372
- 2016 GT372
- 2016 GU372
- 2016 GV372
- 2016 GW372
- 2016 GX372
- 2016 GY372
- 2016 GZ372
- 2016 GA373
- 2016 GB373
- 2016 GC373
- 2016 GD373
- 2016 GE373
- 2016 GF373
- 2016 GG373
- 2016 GH373
- 2016 GJ373
- 2016 GK373
- 2016 GL373
- 2016 GM373
- 2016 GN373
- 2016 GO373
- 2016 GP373
- 2016 GQ373
- 2016 GS373
- 2016 GT373
- 2016 GU373
- 2016 GV373
- 2016 GW373
- 2016 GX373
- 2016 GY373
- 2016 GZ373
- 2016 GA374
- 2016 GB374
- 2016 GC374
- 2016 GD374
- 2016 GE374
- 2016 GF374
- 2016 GG374
- 2016 GH374
- 2016 GJ374
- 2016 GK374
- 2016 GM374
- 2016 GN374
- 2016 GO374
- 2016 GP374
- 2016 GQ374
- 2016 GR374
- 2016 GS374
- 2016 GT374
- 2016 GU374
- 2016 GV374
- 2016 GW374
- 2016 GX374
- 2016 GY374
- 2016 GZ374
- 2016 GA375
- 2016 GB375
- 2016 GC375
- 2016 GD375
- 2016 GE375
- 2016 GF375
- 2016 GG375
- 2016 GH375
- 2016 GJ375
- 2016 GK375
- 2016 GL375
- 2016 GM375
- 2016 GN375
- 2016 GO375
- 2016 GP375
- 2016 GQ375
- 2016 GR375
- 2016 GS375
- 2016 GT375
- 2016 GU375
- 2016 GV375
- 2016 GW375
- 2016 GX375
- 2016 GY375
- 2016 GA376
- 2016 GB376
- 2016 GC376
- 2016 GD376
- 2016 GE376
- 2016 GF376
- 2016 GG376
- 2016 GH376
- 2016 GJ376
- 2016 GK376
- 2016 GL376
- 2016 GN376
- 2016 GO376
- 2016 GP376
- 2016 GQ376
- 2016 GR376
- 2016 GS376
- 2016 GU376
- 2016 GV376
- 2016 GX376
- 2016 GY376
- 2016 GZ376
- 2016 GA377
- 2016 GB377
- 2016 GC377
- 2016 GD377
- 2016 GE377
- 2016 GF377
- 2016 GG377
- 2016 GH377
- 2016 GJ377
- 2016 GK377
- 2016 GL377
- 2016 GM377
- 2016 GN377
- 2016 GO377
- 2016 GP377
- 2016 GQ377
- 2016 GR377
- 2016 GS377
- 2016 GT377
- 2016 GU377
- 2016 GV377
- 2016 GW377
- 2016 GX377
- 2016 GY377
- 2016 GZ377
- 2016 GA378
- 2016 GB378
- 2016 GC378
- 2016 GD378
- 2016 GE378
- 2016 GF378
- 2016 GG378
- 2016 GH378
- 2016 GJ378
- 2016 GK378
- 2016 GL378
- 2016 GM378
- 2016 GN378
- 2016 GO378
- 2016 GP378
- 2016 GQ378
- 2016 GR378
- 2016 GS378
- 2016 GT378
- 2016 GU378
- 2016 GV378
- 2016 GW378
- 2016 GX378
- 2016 GY378
- 2016 GZ378
- 2016 GA379
- 2016 GB379
- 2016 GC379
- 2016 GD379
- 2016 GE379
- 2016 GF379
- 2016 GG379
- 2016 GH379
- 2016 GJ379
- 2016 GK379
- 2016 GL379
- 2016 GN379
- 2016 GO379
- 2016 GP379
- 2016 GQ379
- 2016 GR379
- 2016 GS379
- 2016 GT379
- 2016 GU379
- 2016 GV379
- 2016 GW379
- 2016 GX379
- 2016 GY379
- 2016 GZ379
- 2016 GA380
- 2016 GB380
- 2016 GC380
- 2016 GD380
- 2016 GE380
- 2016 GF380
- 2016 GG380
- 2016 GH380
- 2016 GJ380
- 2016 GK380
- 2016 GL380
- 2016 GM380
- 2016 GN380
- 2016 GO380
- 2016 GP380
- 2016 GQ380
- 2016 GR380
- 2016 GS380
- 2016 GT380
- 2016 GU380
- 2016 GV380
- 2016 GW380
- 2016 GX380
- 2016 GY380
- 2016 GZ380
- 2016 GA381
- 2016 GB381
- 2016 GC381
- 2016 GD381
- 2016 GE381
- 2016 GF381
- 2016 GG381
- 2016 GH381
- 2016 GJ381
- 2016 GK381
- 2016 GL381
- 2016 GM381
- 2016 GN381
- 2016 GO381
- 2016 GP381
- 2016 GQ381
- 2016 GR381
- 2016 GS381
- 2016 GT381
- 2016 GU381
- 2016 GV381
- 2016 GW381
- 2016 GX381
- 2016 GY381
- 2016 GZ381
- 2016 GA382
- 2016 GB382
- 2016 GC382
- 2016 GD382
- 2016 GE382
- 2016 GF382
- 2016 GG382
- 2016 GH382
- 2016 GJ382
- 2016 GK382
- 2016 GL382
- 2016 GM382
- 2016 GN382
- 2016 GO382
- 2016 GP382
- 2016 GQ382
- 2016 GR382
- 2016 GS382
- 2016 GT382
- 2016 GU382
- 2016 GV382
- 2016 GW382
- 2016 GX382
- 2016 GY382
- 2016 GZ382
- 2016 GA383
- 2016 GB383
- 2016 GC383
- 2016 GD383
- 2016 GE383
- 2016 GF383
- 2016 GG383
- 2016 GH383
- 2016 GJ383
- 2016 GK383
- 2016 GM383
- 2016 GN383
- 2016 GO383
- 2016 GP383
- 2016 GQ383
- 2016 GR383
- 2016 GS383
- 2016 GT383
- 2016 GU383
- 2016 GV383
- 2016 GW383
- 2016 GX383
- 2016 GY383
- 2016 GZ383
- 2016 GA384
- 2016 GB384
- 2016 GC384
- 2016 GD384
- 2016 GE384
- 2016 GF384
- 2016 GG384
- 2016 GH384
- 2016 GJ384
- 2016 GK384
- 2016 GL384
- 2016 GM384
- 2016 GN384
- 2016 GO384
- 2016 GP384
- 2016 GQ384
- 2016 GR384
- 2016 GS384
- 2016 GT384
- 2016 GU384
- 2016 GV384
- 2016 GW384
- 2016 GX384
- 2016 GY384
- 2016 GZ384
- 2016 GA385
- 2016 GB385
- 2016 GC385
- 2016 GD385
- 2016 GE385
- 2016 GF385
- 2016 GG385
- 2016 GH385
- 2016 GK385
- 2016 GL385
- 2016 GM385
- 2016 GN385
- 2016 GO385
- 2016 GP385
- 2016 GQ385
- 2016 GR385
- 2016 GS385
- 2016 GT385
- 2016 GU385
- 2016 GV385
- 2016 GW385
- 2016 GX385
- 2016 GY385
- 2016 GZ385
- 2016 GA386
- 2016 GB386
- 2016 GC386
- 2016 GD386
- 2016 GE386
- 2016 GF386
- 2016 GG386
- 2016 GH386
- 2016 GJ386
- 2016 GK386
- 2016 GL386
- 2016 GM386
- 2016 GN386
- 2016 GO386
- 2016 GP386
- 2016 GQ386
- 2016 GS386
- 2016 GT386
- 2016 GU386
- 2016 GV386
- 2016 GW386
- 2016 GX386
- 2016 GY386
- 2016 GZ386
- 2016 GA387
- 2016 GB387
- 2016 GC387
- 2016 GD387
- 2016 GE387
- 2016 GF387
- 2016 GG387
- 2016 GH387
- 2016 GJ387
- 2016 GK387
- 2016 GL387
- 2016 GM387
- 2016 GN387
- 2016 GO387
- 2016 GP387
- 2016 GQ387
- 2016 GR387
- 2016 GS387
- 2016 GT387
- 2016 GU387
- 2016 GV387
- 2016 GW387
- 2016 GX387
- 2016 GY387
- 2016 GZ387
- 2016 GA388
- 2016 GC388
- 2016 GD388
- 2016 GE388
- 2016 GF388
- 2016 GG388
- 2016 GH388
- 2016 GJ388
- 2016 GK388
- 2016 GL388
- 2016 GM388
- 2016 GN388
- 2016 GO388
- 2016 GP388
- 2016 GR388
- 2016 GS388
- 2016 GT388
- 2016 GU388
- 2016 GV388
- 2016 GW388
- 2016 GX388
- 2016 GY388
- 2016 GZ388
- 2016 GA389
- 2016 GB389
- 2016 GC389
- 2016 GD389
- 2016 GE389
- 2016 GF389
- 2016 GG389
- 2016 GH389
- 2016 GJ389
- 2016 GK389
- 2016 GL389
- 2016 GM389
- 2016 GN389
- 2016 GO389
- 2016 GP389
- 2016 GR389
- 2016 GS389
- 2016 GT389
- 2016 GU389
- 2016 GV389
- 2016 GW389
- 2016 GX389
- 2016 GY389
- 2016 GZ389
- 2016 GA390
- 2016 GB390
- 2016 GC390
- 2016 GD390
- 2016 GE390
- 2016 GF390
- 2016 GG390
- 2016 GH390
- 2016 GJ390
- 2016 GK390
- 2016 GL390
- 2016 GM390
- 2016 GN390
- 2016 GO390
- 2016 GQ390
- 2016 GR390
- 2016 GS390
- 2016 GT390
- 2016 GU390
- 2016 GV390
- 2016 GW390
- 2016 GX390
- 2016 GY390
- 2016 GZ390
- 2016 GA391
- 2016 GC391
- 2016 GD391
- 2016 GE391
- 2016 GF391
- 2016 GG391
- 2016 GH391
- 2016 GJ391
- 2016 GK391
- 2016 GL391
- 2016 GM391
- 2016 GN391
- 2016 GO391
- 2016 GP391
- 2016 GQ391
- 2016 GR391
- 2016 GS391
- 2016 GU391
- 2016 GV391
- 2016 GW391
- 2016 GX391
- 2016 GY391
- 2016 GZ391
- 2016 GA392
- 2016 GB392
- 2016 GC392
- 2016 GD392
- 2016 GE392
- 2016 GF392
- 2016 GG392
- 2016 GH392
- 2016 GJ392
- 2016 GK392
- 2016 GL392
- 2016 GM392
- 2016 GN392
- 2016 GO392
- 2016 GP392
- 2016 GQ392
- 2016 GR392
- 2016 GS392
- 2016 GT392
- 2016 GU392
- 2016 GV392
- 2016 GW392
- 2016 GX392
- 2016 GY392
- 2016 GZ392
- 2016 GA393
- 2016 GB393
- 2016 GC393
- 2016 GD393
- 2016 GE393
- 2016 GF393
- 2016 GG393
- 2016 GH393
- 2016 GJ393
- 2016 GK393
- 2016 GL393
- 2016 GM393
- 2016 GN393
- 2016 GP393
- 2016 GQ393
- 2016 GR393
- 2016 GS393
- 2016 GT393
- 2016 GU393
- 2016 GV393
- 2016 GW393
- 2016 GX393
- 2016 GY393
- 2016 GZ393
- 2016 GA394
- 2016 GB394
- 2016 GC394
- 2016 GD394
- 2016 GE394
- 2016 GF394
- 2016 GG394
- 2016 GH394
- 2016 GJ394
- 2016 GK394
- 2016 GL394
- 2016 GM394
- 2016 GN394
- 2016 GO394
- 2016 GP394
- 2016 GQ394
- 2016 GR394
- 2016 GS394
- 2016 GT394
- 2016 GU394
- 2016 GV394
- 2016 GW394
- 2016 GX394
- 2016 GY394
- 2016 GZ394
- 2016 GA395
- 2016 GB395
- 2016 GC395
- 2016 GD395
- 2016 GE395
- 2016 GF395
- 2016 GG395
- 2016 GH395
- 2016 GJ395
- 2016 GK395
- 2016 GL395
- 2016 GM395
- 2016 GN395
- 2016 GO395
- 2016 GP395
- 2016 GQ395
- 2016 GR395
- 2016 GS395
- 2016 GT395
- 2016 GU395
- 2016 GV395
- 2016 GW395
- 2016 GX395
- 2016 GY395
- 2016 GZ395
- 2016 GA396
- 2016 GB396
- 2016 GC396
- 2016 GD396
- 2016 GE396
- 2016 GF396
- 2016 GG396
- 2016 GH396
- 2016 GJ396
- 2016 GL396
- 2016 GM396
- 2016 GN396
- 2016 GO396
- 2016 GP396
- 2016 GQ396
- 2016 GR396
- 2016 GS396
- 2016 GT396
- 2016 GU396
- 2016 GV396
- 2016 GW396
- 2016 GX396
- 2016 GY396
- 2016 GZ396
- 2016 GA397
- 2016 GB397
- 2016 GC397
- 2016 GD397
- 2016 GE397
- 2016 GF397
- 2016 GG397
- 2016 GH397
- 2016 GJ397
- 2016 GK397
- 2016 GL397
- 2016 GM397
- 2016 GN397
- 2016 GO397
- 2016 GP397
- 2016 GQ397
- 2016 GR397
- 2016 GS397
- 2016 GT397
- 2016 GU397
- 2016 GV397
- 2016 GW397
- 2016 GX397
- 2016 GY397
- 2016 GZ397
- 2016 GA398
- 2016 GB398
- 2016 GC398
- 2016 GD398
- 2016 GE398
- 2016 GF398
- 2016 GG398
- 2016 GH398
- 2016 GJ398
- 2016 GK398
- 2016 GL398
- 2016 GM398
- 2016 GN398
- 2016 GO398

### Du 16 au 30 avril 2016
- 2016 HA
- 2016 HB
- 2016 HE
- 2016 HF
- 2016 HJ
- 2016 HK
- 2016 HM
- 2016 HN
- 2016 HO
- 2016 HS
- 2016 HX
- 2016 HM1
- 2016 HA2
- 2016 HB2
- 2016 HF2
- 2016 HM2
- 2016 HN2
- 2016 HO2
- 2016 HS2
- 2016 HC3
- 2016 HD3
- 2016 HE3
- 2016 HF3
- 2016 HK3
- 2016 HL3
- 2016 HM3
- 2016 HN3
- 2016 HP3
- 2016 HS3
- 2016 HU3
- 2016 HV3
- 2016 HX3
- 2016 HZ3
- 2016 HG4
- 2016 HJ4
- 2016 HO4
- 2016 HS4
- 2016 HW4
- 2016 HF5
- 2016 HJ5
- 2016 HL5
- 2016 HO5
- 2016 HR5
- 2016 HT5
- 2016 HU5
- 2016 HA6
- 2016 HO6
- 2016 HP6
- 2016 HR6
- 2016 HS6
- 2016 HT6
- 2016 HV6
- 2016 HH7
- 2016 HL7
- 2016 HP7
- 2016 HJ8
- 2016 HN8
- 2016 HR8
- 2016 HU8
- 2016 HV8
- 2016 HB9
- 2016 HC9
- 2016 HD9
- 2016 HG9
- 2016 HH9
- 2016 HM9
- 2016 HN9
- 2016 HQ9
- 2016 HV9
- 2016 HW9
- 2016 HE10
- 2016 HF10
- 2016 HK10
- 2016 HO10
- 2016 HP10
- 2016 HT10
- 2016 HY10
- 2016 HD11
- 2016 HE11
- 2016 HG11
- 2016 HH11
- 2016 HK11
- 2016 HM11
- 2016 HY11
- 2016 HB12
- 2016 HG12
- 2016 HN12
- 2016 HP12
- 2016 HU12
- 2016 HV12
- 2016 HX12
- 2016 HY12
- 2016 HZ12
- 2016 HA13
- 2016 HF13
- 2016 HH13
- 2016 HK13
- 2016 HO13
- 2016 HP13
- 2016 HS13
- 2016 HU13
- 2016 HV13
- 2016 HW13
- 2016 HX13
- 2016 HC14
- 2016 HF14
- 2016 HJ14
- 2016 HL14
- 2016 HT14
- 2016 HU14
- 2016 HV14
- 2016 HY14
- 2016 HJ15
- 2016 HL15
- 2016 HM15
- 2016 HQ15
- 2016 HS15
- 2016 HU15
- 2016 HV15
- 2016 HW15
- 2016 HA16
- 2016 HE16
- 2016 HG16
- 2016 HJ16
- 2016 HN16
- 2016 HO16
- 2016 HS16
- 2016 HW16
- 2016 HE17
- 2016 HG17
- 2016 HH17
- 2016 HJ17
- 2016 HK17
- 2016 HL17
- 2016 HN17
- 2016 HR17
- 2016 HS17
- 2016 HU17
- 2016 HX17
- 2016 HZ17
- 2016 HA18
- 2016 HH18
- 2016 HO18
- 2016 HU18
- 2016 HV18
- 2016 HB19
- 2016 HE19
- 2016 HF19
- 2016 HG19
- 2016 HH19
- 2016 HJ19
- 2016 HK19
- 2016 HL19
- 2016 HO19
- 2016 HP19
- 2016 HQ19
- 2016 HS19
- 2016 HT19
- 2016 HA20
- 2016 HB20
- 2016 HD20
- 2016 HM20
- 2016 HA21
- 2016 HH21
- 2016 HL21
- 2016 HX21
- 2016 HZ21
- 2016 HE22
- 2016 HS22
- 2016 HT22
- 2016 HU22
- 2016 HC23
- 2016 HE23
- 2016 HF23
- 2016 HH23
- 2016 HX23
- 2016 HY23
- 2016 HC24
- 2016 HD24
- 2016 HE24
- 2016 HH24
- 2016 HL24
- 2016 HM24
- 2016 HN24
- 2016 HO24
- 2016 HP24
- 2016 HQ24
- 2016 HR24
- 2016 HV24
- 2016 HA25
- 2016 HD25
- 2016 HK25
- 2016 HT25
- 2016 HW25
- 2016 HF26
- 2016 HG26
- 2016 HH26
- 2016 HJ26
- 2016 HK26
- 2016 HL26
- 2016 HM26
- 2016 HN26
- 2016 HO26
- 2016 HR26
- 2016 HS26
- 2016 HT26
- 2016 HU26
- 2016 HV26
- 2016 HW26
- 2016 HY26
- 2016 HZ26
- 2016 HA27
- 2016 HB27
- 2016 HC27
- 2016 HE27
- 2016 HF27
- 2016 HG27
- 2016 HH27
- 2016 HL27
- 2016 HM27
- 2016 HN27
- 2016 HO27
- 2016 HP27
- 2016 HQ27
- 2016 HR27
- 2016 HS27
- 2016 HT27
- 2016 HU27
- 2016 HV27
- 2016 HW27
- 2016 HX27
- 2016 HY27
- 2016 HZ27
- 2016 HA28
- 2016 HB28
- 2016 HC28
- 2016 HD28
- 2016 HO28
- 2016 HP28
- 2016 HQ28
- 2016 HT28
- 2016 HV28
- 2016 HW28
- 2016 HX28
- 2016 HY28
- 2016 HZ28
- 2016 HA29
- 2016 HB29
- 2016 HC29
- 2016 HD29
- 2016 HE29
- 2016 HF29
- 2016 HH29
- 2016 HJ29
- 2016 HK29
- 2016 HO29
- 2016 HT29
- 2016 HU29
- 2016 HV29
- 2016 HW29
- 2016 HX29
- 2016 HY29
- 2016 HZ29
- 2016 HA30
- 2016 HB30
- 2016 HC30
- 2016 HH30
- 2016 HK30
- 2016 HL30
- 2016 HM30
- 2016 HN30
- 2016 HO30
- 2016 HP30
- 2016 HQ30
- 2016 HR30
- 2016 HT30
- 2016 HU30
- 2016 HW30
- 2016 HX30
- 2016 HY30
- 2016 HZ30
- 2016 HA31
- 2016 HD31
- 2016 HE31
- 2016 HF31
- 2016 HG31
- 2016 HH31
- 2016 HJ31
- 2016 HK31
- 2016 HL31
- 2016 HM31
- 2016 HO31
- 2016 HP31
- 2016 HQ31
- 2016 HS31
- 2016 HT31
- 2016 HU31
- 2016 HV31
- 2016 HZ31
- 2016 HA32
- 2016 HB32
- 2016 HD32
- 2016 HE32
- 2016 HH32
- 2016 HK32
- 2016 HM32
- 2016 HN32
- 2016 HQ32
- 2016 HS32
- 2016 HT32
- 2016 HW32
- 2016 HX32
- 2016 HY32
- 2016 HZ32
- 2016 HA33
- 2016 HD33
- 2016 HF33
- 2016 HG33
- 2016 HK33
- 2016 HL33
- 2016 HM33
- 2016 HN33
- 2016 HO33
- 2016 HQ33
- 2016 HS33
- 2016 HT33
- 2016 HU33
- 2016 HV33
- 2016 HX33
- 2016 HZ33
- 2016 HA34
- 2016 HD34
- 2016 HE34
- 2016 HF34
- 2016 HG34
- 2016 HH34
- 2016 HJ34
- 2016 HK34
- 2016 HL34
- 2016 HM34
- 2016 HN34
- 2016 HO34
- 2016 HP34
- 2016 HQ34
- 2016 HR34
- 2016 HT34
- 2016 HU34
- 2016 HW34
- 2016 HX34
- 2016 HZ34
- 2016 HA35
- 2016 HB35
- 2016 HC35
- 2016 HD35
- 2016 HF35
- 2016 HG35
- 2016 HJ35
- 2016 HK35
- 2016 HL35
- 2016 HM35
- 2016 HO35
- 2016 HP35
- 2016 HR35
- 2016 HS35
- 2016 HT35
- 2016 HU35
- 2016 HV35
- 2016 HW35
- 2016 HX35
- 2016 HY35
- 2016 HZ35
- 2016 HB36
- 2016 HC36
- 2016 HD36
- 2016 HE36
- 2016 HF36
- 2016 HG36
- 2016 HJ36
- 2016 HK36
- 2016 HM36
- 2016 HO36
- 2016 HP36
- 2016 HQ36
- 2016 HS36
- 2016 HT36
- 2016 HU36
- 2016 HV36
- 2016 HW36
- 2016 HX36
- 2016 HY36
- 2016 HZ36
- 2016 HB37
- 2016 HC37
- 2016 HD37
- 2016 HE37
- 2016 HF37
- 2016 HH37
- 2016 HJ37
- 2016 HK37
- 2016 HL37
- 2016 HM37
- 2016 HN37
- 2016 HP37
- 2016 HQ37
- 2016 HT37
- 2016 HU37
- 2016 HV37
- 2016 HW37
- 2016 HX37
- 2016 HY37
- 2016 HZ37
- 2016 HB38
- 2016 HC38
- 2016 HD38
- 2016 HE38
- 2016 HF38
- 2016 HH38
- 2016 HJ38
- 2016 HK38
- 2016 HL38
- 2016 HM38
- 2016 HN38
- 2016 HP38
- 2016 HQ38
- 2016 HR38
- 2016 HS38
- 2016 HT38
- 2016 HU38
- 2016 HV38
- 2016 HW38
- 2016 HX38
- 2016 HY38
- 2016 HZ38
- 2016 HB39
- 2016 HC39
- 2016 HD39
- 2016 HE39
- 2016 HF39
- 2016 HG39
- 2016 HH39
- 2016 HK39
- 2016 HM39
- 2016 HN39
- 2016 HO39
- 2016 HP39
- 2016 HQ39
- 2016 HR39
- 2016 HS39
- 2016 HT39
- 2016 HU39
- 2016 HW39
- 2016 HX39
- 2016 HY39
- 2016 HZ39
- 2016 HA40
- 2016 HC40
- 2016 HD40
- 2016 HE40
- 2016 HF40
- 2016 HG40
- 2016 HH40
- 2016 HK40
- 2016 HL40
- 2016 HM40
- 2016 HN40
- 2016 HO40
- 2016 HQ40
- 2016 HR40
- 2016 HS40
- 2016 HT40
- 2016 HU40
- 2016 HV40
- 2016 HW40
- 2016 HX40
- 2016 HY40
- 2016 HZ40
- 2016 HA41
- 2016 HB41
- 2016 HC41
- 2016 HD41
- 2016 HE41
- 2016 HF41
- 2016 HG41
- 2016 HH41
- 2016 HJ41
- 2016 HK41
- 2016 HL41
- 2016 HM41
- 2016 HN41
- 2016 HO41
- 2016 HP41
- 2016 HQ41
- 2016 HR41
- 2016 HS41
- 2016 HT41
- 2016 HV41
- 2016 HW41
- 2016 HX41
- 2016 HY41
- 2016 HZ41
- 2016 HA42
- 2016 HB42
- 2016 HC42
- 2016 HD42
- 2016 HE42
- 2016 HF42
- 2016 HG42
- 2016 HH42
- 2016 HJ42
- 2016 HK42
- 2016 HL42
- 2016 HM42
- 2016 HN42
- 2016 HO42
- 2016 HP42
- 2016 HQ42
- 2016 HR42
- 2016 HT42
- 2016 HU42
- 2016 HW42
- 2016 HX42
- 2016 HY42
- 2016 HA43
- 2016 HB43
- 2016 HC43
- 2016 HD43
- 2016 HE43
- 2016 HF43
- 2016 HH43
- 2016 HJ43
- 2016 HK43
- 2016 HL43
- 2016 HM43
- 2016 HN43
- 2016 HO43
- 2016 HP43
- 2016 HQ43
- 2016 HR43
- 2016 HS43
- 2016 HT43
- 2016 HU43
- 2016 HV43
- 2016 HW43
- 2016 HX43
- 2016 HZ43
- 2016 HA44
- 2016 HB44
- 2016 HC44
- 2016 HD44
- 2016 HE44
- 2016 HF44
- 2016 HG44
- 2016 HH44
- 2016 HJ44
- 2016 HM44
- 2016 HN44
- 2016 HO44
- 2016 HP44
- 2016 HQ44
- 2016 HS44
- 2016 HT44
- 2016 HU44
- 2016 HV44
- 2016 HW44
- 2016 HX44
- 2016 HZ44
- 2016 HA45
- 2016 HB45
- 2016 HC45
- 2016 HD45
- 2016 HE45
- 2016 HF45
- 2016 HG45
- 2016 HJ45
- 2016 HK45
- 2016 HL45
- 2016 HM45
- 2016 HN45
- 2016 HO45
- 2016 HQ45
- 2016 HR45
- 2016 HS45
- 2016 HU45
- 2016 HV45
- 2016 HW45
- 2016 HX45
- 2016 HY45
- 2016 HZ45
- 2016 HA46
- 2016 HB46
- 2016 HC46
- 2016 HD46
- 2016 HE46
- 2016 HF46
- 2016 HG46
- 2016 HH46
- 2016 HJ46
- 2016 HK46
- 2016 HL46
- 2016 HM46
- 2016 HN46
- 2016 HO46
- 2016 HP46
- 2016 HQ46
- 2016 HR46
- 2016 HS46
- 2016 HT46
- 2016 HU46
- 2016 HV46
- 2016 HW46
- 2016 HY46
- 2016 HZ46
- 2016 HB47
- 2016 HC47
- 2016 HD47
- 2016 HE47
- 2016 HF47
- 2016 HG47
- 2016 HH47
- 2016 HJ47
- 2016 HL47
- 2016 HM47
- 2016 HN47
- 2016 HO47
- 2016 HP47
- 2016 HQ47
- 2016 HR47
- 2016 HS47
- 2016 HU47
- 2016 HV47
- 2016 HW47
- 2016 HX47
- 2016 HY47
- 2016 HZ47
- 2016 HA48
- 2016 HB48
- 2016 HD48
- 2016 HE48
- 2016 HF48
- 2016 HG48
- 2016 HH48
- 2016 HJ48
- 2016 HK48
- 2016 HL48
- 2016 HM48
- 2016 HN48
- 2016 HO48
- 2016 HP48
- 2016 HR48
- 2016 HT48
- 2016 HU48
- 2016 HV48
- 2016 HW48
- 2016 HX48
- 2016 HY48
- 2016 HZ48
- 2016 HA49
- 2016 HB49
- 2016 HC49
- 2016 HD49
- 2016 HE49
- 2016 HF49
- 2016 HG49
- 2016 HH49
- 2016 HJ49
- 2016 HK49
- 2016 HL49
- 2016 HM49
- 2016 HN49
- 2016 HO49
- 2016 HP49
- 2016 HQ49
- 2016 HR49
- 2016 HS49
- 2016 HT49
- 2016 HU49
- 2016 HV49
- 2016 HW49
- 2016 HX49
- 2016 HY49
- 2016 HZ49
- 2016 HA50
- 2016 HC50
- 2016 HD50
- 2016 HE50
- 2016 HF50
- 2016 HG50
- 2016 HH50
- 2016 HJ50
- 2016 HK50
- 2016 HL50
- 2016 HM50
- 2016 HN50
- 2016 HO50
- 2016 HP50
- 2016 HQ50
- 2016 HR50
- 2016 HS50
- 2016 HT50
- 2016 HU50
- 2016 HV50
- 2016 HW50
- 2016 HX50
- 2016 HY50
- 2016 HZ50
- 2016 HA51
- 2016 HB51
- 2016 HC51
- 2016 HD51
- 2016 HF51
- 2016 HG51
- 2016 HH51
- 2016 HJ51
- 2016 HK51
- 2016 HL51
- 2016 HM51
- 2016 HN51
- 2016 HO51
- 2016 HP51
- 2016 HQ51
- 2016 HR51
- 2016 HS51
- 2016 HT51
- 2016 HU51
- 2016 HV51
- 2016 HW51
- 2016 HX51
- 2016 HY51
- 2016 HZ51
- 2016 HA52
- 2016 HB52
- 2016 HC52
- 2016 HD52
- 2016 HE52
- 2016 HF52
- 2016 HG52
- 2016 HH52
- 2016 HJ52
- 2016 HK52
- 2016 HL52
- 2016 HM52
- 2016 HN52
- 2016 HO52
- 2016 HP52
- 2016 HQ52
- 2016 HR52
- 2016 HS52
- 2016 HT52
- 2016 HU52
- 2016 HV52
- 2016 HW52
- 2016 HX52
- 2016 HY52
- 2016 HZ52